# Nędznicy

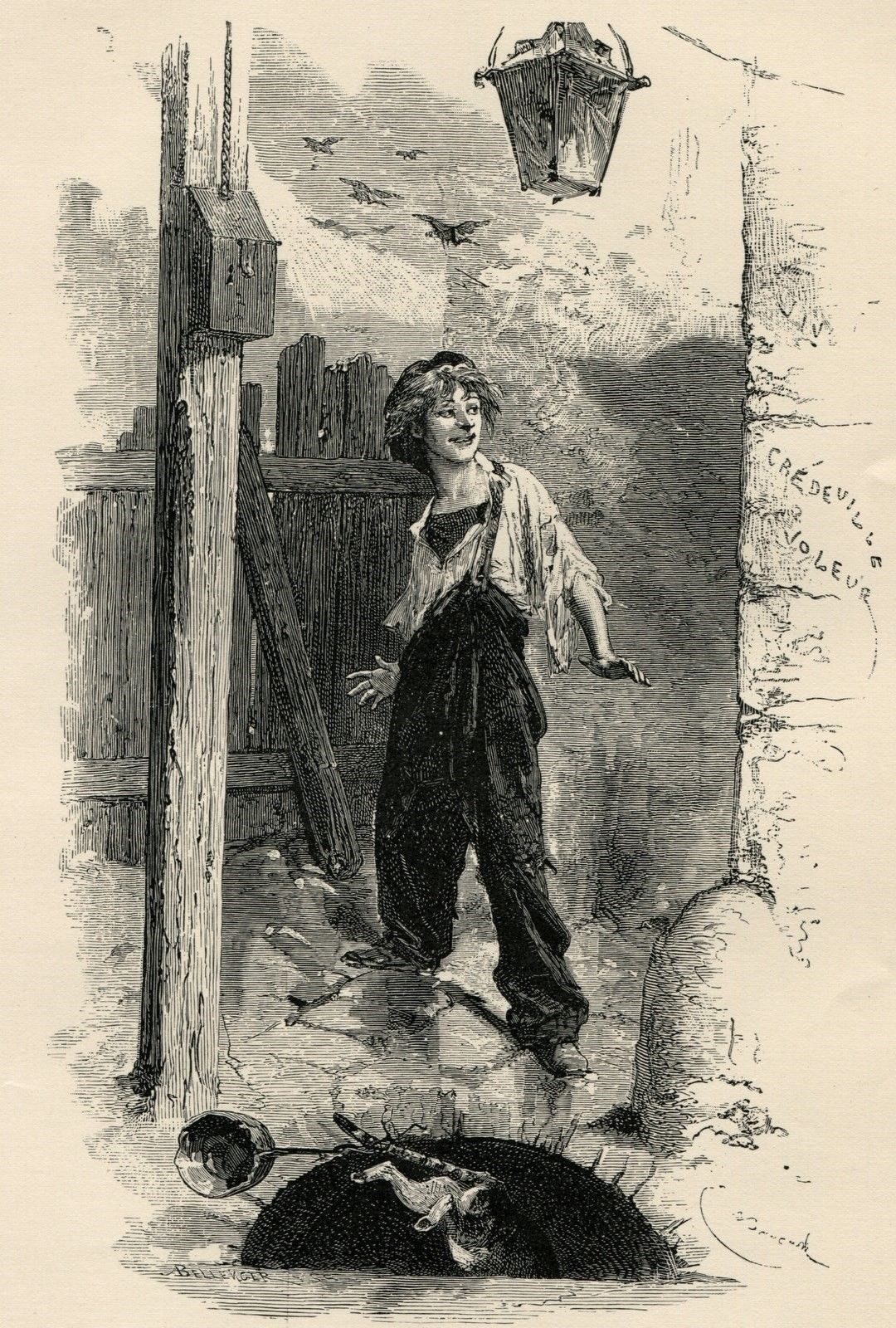
Gavroche

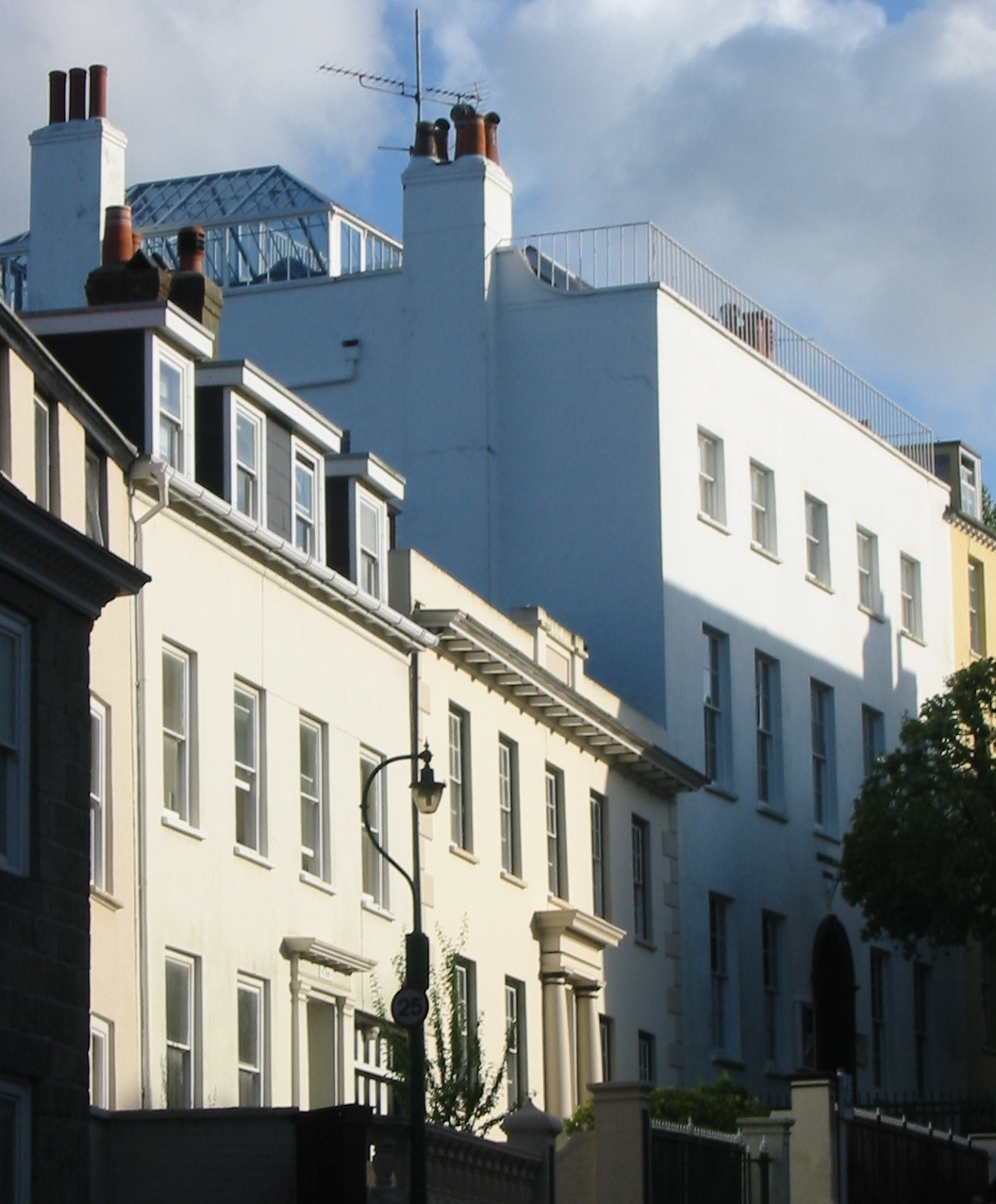
Hauteville House – dom, w którym Hugo pisał Nędzników w latach 1860–1862

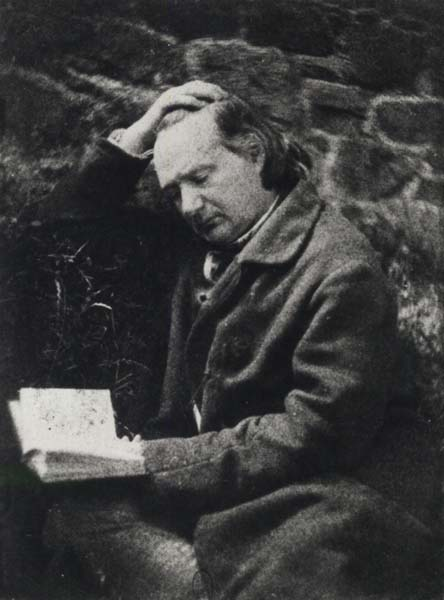
Wiktor Hugo w 1854

Nędznicy, Nędzarze (oryg. fr. Les Misérables) – pięcioczęściowa powieść Wiktora Hugo, napisana w czasie, gdy Hugo przebywał na wygnaniu na wyspie Guernsey, opublikowana została w roku 1862. W tym samym roku ukazało się pierwsze wydanie polskie.
Utwór w planach Wiktora Hugo miał być panoramicznym obrazem całego społeczeństwa francuskiego XIX wieku oraz wykładnią poglądów autora na kwestie sprawiedliwego porządku społecznego, walki z nędzą i wykluczeniem. Na kartach Nędzników, poprzez główne wątki fabularne oraz liczne dygresje o charakterze filozoficznym i historycznym, Hugo prezentuje swój program polityczny i społeczny, oparty na wartościach chrześcijańskich, wierze w możliwość pozytywnej przemiany każdego człowieka oraz w ciągły, obejmujący wszystkie dziedziny życia postęp. Praca nad utworem trwała blisko dwadzieścia lat, jego szczegółowa koncepcja ulegała w tym okresie wielokrotnym zmianom i rozszerzeniom.
Powieść Nędznicy łączy elementy powieści realistycznej z silnymi elementami romantycznymi i fragmentami o charakterze eseistycznym. Sam autor porównywał ją do poematu, w krytyce literackiej podkreślano jej synkretyczny charakter – zestawienie w jednym utworze elementów powieści obyczajowej, przygodowej oraz umoralniającej „powieści o bohaterach”.

## Okoliczności powstania utworu

### Źródła powieści
Od początku swojej twórczości literackiej Wiktor Hugo interesował się problematyką społeczną, czynił bohaterami swoich powieści ludzi wykluczonych, dyskryminowanych przez społeczeństwo z różnych powodów. Wątek ten powtarzał się w różnych formach od najwcześniejszych powieści, jak Han z Islandii czy Bug-Jargal oraz dramatów Hernani i Król się bawi poprzez bardziej dojrzałe dzieła: Katedrę Marii Panny w Paryżu i Ostatni dzień skazańca. Równolegle rozwijało się zainteresowanie pisarza ludem jako całością – Katedra Marii Panny w Paryżu zawiera wiele rozważań nad naturą większych społeczności oraz nad dążeniem człowieka do tworzenia coraz doskonalszych form ustrojowych, zaś Klaudiusz Nędzarz i Ostatni dzień skazańca wprowadzają rozważania nad źródłami nędzy całych grup społecznych. Hugo, początkowo wprowadzający do utworów wątek „fatalności” (ANANKE w Katedrze Marii Panny...), doszedł z czasem do wniosku, że degeneracji i nędzy jednostek winna jest przede wszystkim postawa społeczeństwa. Takie było przesłanie Klaudiusza Nędzarza i dramatu Ruy Blas, który pisarz traktował jako wstęp dla większego dzieła o podobnej tematyce.

### NędzeiJean Tréjean
Hugo rozpoczął prace nad projektowanymi od 1838 Nędzami 17 listopada 1845, jednak w ciągu kolejnych kilku miesięcy pisanie nie posuwało się naprzód. Do 1848, kiedy udział w wydarzeniach rewolucyjnych uniemożliwił mu pracę literacką, stworzył większą część planowanej powieści i zmienił jej tytuł na Jean Tréjean, od imienia głównego bohatera. Miał również gotowy plan nienapisanych jeszcze fragmentów, w których planował wprowadzenie grupy studentów-spiskowców, grupy przestępców oraz postaci ulicznika. W roku 1851 powstało jeszcze kilka krótkich fragmentów planowanej powieści.
G. Simon, na podstawie zachowanych materiałów, starał się odtworzyć kształt Nędz, co doprowadziło go do wniosków, że utwór ten o wiele bardziej przypominał społeczny melodramat niż powstałą później monumentalną powieść. Nędze pozostawały pod wpływem Balzaka, a nawet Eugeniusza Sue, zaś technika powieściopisarska przypominała stylistykę Katedry Marii Panny w Paryżu. Wiele postaci Nędz zostało następnie wykorzystanych w Nędznikach, jednak o wiele mniej szczegółowo zostało zarysowane ich środowisko i pochodzenie (odnosi się to w pierwszej kolejności do grupy Przyjaciół Abecadła oraz, w mniejszym stopniu, do Thenardierów). Późniejsza Fantyna nosiła imię Małgorzaty Louet, Mariusz był Thomasem, Eponina – Palmyrą, zaś Gavroche – Chavroche’em. Z kolei w sposób kompletny i niezmieniony w dalszym toku prac zostały wykreowane postacie Javerta i Kozety, jak również (poza później dobranym imieniem) Eponiny. Również na wczesnym etapie pracy nad powieścią powstało wiele elementów zakończenia utworu (uratowanie Mariusza z barykady, samobójstwo Javerta, pochówek Valjeana w anonimowym grobie).

### Praca nadNędznikami
Tytuł Nędznicy został uznany za definitywny dopiero w 1854 r., natomiast systematyczną pracę nad powieścią pisarz rozpoczął w 1860, porzucając czasowo pisanie Legendy wieków oraz tomu wierszy Piosenki ulic i lasów. 30 grudnia 1860 Hugo zanotował, iż „bierze się do pracy”, po uprzednim przeczytaniu wcześniej przygotowanych notatek.
Praca nad utworem polegała przede wszystkim na konkretyzacji i rozwijaniu konceptów, które pojawiły się w formie zalążkowej w Nędzach, jak i rozwojowi obyczajowego tła utworu. W tym czasie Hugo rozszerzył i udramatyzował opis ucieczki Valjeana i Kozety przed Javertem (jedna strona z rękopisu Nędz zmieniła się w kilka rozdziałów Nędzników). Więcej miejsca poświęcił studentom i znacznie rozszerzył rolę Fantyny.
W tej fazie prac nad powieścią powstał ustęp, w którym Valjean zostaje wyniesiony w trumnie z klasztoru, by móc wrócić do niego drogą legalną, oraz opis rudery Gorbeau. Hugo poważnie rozszerzył również dygresję poświęconą klasztorom i zaplanowaną jako kontrast dla niej część dotyczącą świata przestępców. Dłuższą dygresją stało się kilka linijek Nędz poświęconych wydarzeniom zaszłym w roku 1817. Hugo poszerzył również i zmodyfikował fragment dotyczący biskupa – w nowej wersji jest on przede wszystkim człowiekiem czynnie wspierającym ubogich. Praktycznie od podstaw powstała postać Gillenormanda i jego otoczenia, symbolizującego „świat przedrewolucyjny”. Najważniejszą modyfikacją była jednak postać Thénardiera i jego rodziny. Hugo rozszerzył opis karczmy w Montfermeil i jej gości, a następnie przestępców, z którymi współdziała ten bohater. Thénardier i inni przestępcy zostali – wbrew pierwotnym założeniom – ukazani jako zdeklasowani drobnomieszczanie; autor szczególnie unikał wywołania wrażenia, że są oni reprezentantami ludu. Z kolei postać Gavroche’a, której biografia została ustalona już wcześniej, nabrała nowego sensu symbolicznego, stając się personifikacją cech przypisywanych ludowi: odwagi, niezachwianego optymizmu, altruizmu i gotowości do poświęceń.
W pierwszych miesiącach 1860 r. Hugo napisał obszerną Przedmowę filozoficzną, w której zamierzał wyłożyć ideowy sens utworu. Ostatecznie jednak fragment ten nie wszedł do opublikowanej wersji utworu.

### Wykorzystanie autentycznych epizodów
Wiele wątków powieści powstało na podstawie oderwanych od siebie faktów, których Wiktor Hugo był świadkiem lub o których dowiedział się z różnych źródeł. Często Hugo łączył tego rodzaju inspiracje z bardziej systematyczną wiedzą uzyskaną w trakcie pracy pisarskiej lub z innymi konceptami literackimi, których źródłem mogła być współczesna mu literatura. Typowym przypadkiem jest tutaj geneza głównego bohatera Nędzników. Pojawienie się postaci byłego więźnia w powieści było kolejnym takim wątkiem w dziewiętnastowiecznej literaturze francuskiej. Hugo znał Pamiętniki Vidocqa, galernika, który pracował następnie w policji, i zdobytą z nich wiedzę wykorzystał już przy Ostatnim dniu skazańca i Klaudiuszu Nędzarzu. Maciej Żurowski podaje, że autor znał jeszcze kilka wydarzeń, które utwierdziły go w przekonaniu o niesprawiedliwym charakterze francuskiego kodeksu karnego jako uderzającego głównie w biedaków – był świadkiem publicznego piętnowania służącej winnej drobnej kradzieży i znał historię Sebastiana Boitela, wieśniaka, który ukradł dla swojej głodującej rodziny worek zboża za co został skazany na 6 lat więzienia. Dodatkowo autentyczne podłoże miała również scena ucieczki Valjeana z galer, oparta na wspomnieniu barona La Ronciere le Noury.
Podobnie powstał wątek Fantyny. Kształt tej postaci skonkretyzował się za sprawą innego autentycznego doświadczenia pisarza, który w 1841 miał widzieć mieszczanina rzucającego śniegiem w prostytutkę. J. Pommier wskazywał również na podobną postać w opowiadaniu Juliusza Janina Ona sprzedaje siebie po kawałku, w której bohaterka, żyjąca w całkowitej nędzy, sprzedała swoje włosy i ząb. Równocześnie bohaterka ta jest kolejną pojawiającą się u Wiktora Hugo postacią, która odkupuje swoje wcześniejsze winy bezwarunkową miłością do drugiej osoby – jak tytułowa postać dramatu Marion Delorme czy Trybulet ze sztuki Król się bawi.
Opisem opartym w dużym stopniu na autentycznych wydarzeniach jest obraz powstania 1832, który autor stworzył w oparciu o własne wspomnienia z tamtego okresu skonfrontowane z książką Klasztor Saint-Merry Reya-Dusseuila, opisującą walkę na barykadzie przy tytułowym klasztorze. Częściowo na tym źródle opierał się autor tworząc postać Enjolrasa (którego pierwowzorem miał być republikanin Vigouroux) oraz Gavroche’a (na barykadzie walczył chłopiec imieniem Joseph, jednak ważną inspiracją był także Joseph Agricol Viala).
Pisząc o kanałach ściekowych Paryża Hugo wykorzystał książkę Statystyka ścieków Paryża oraz broszurę Pawła Leroux o produkcji nawozu z odchodów ludzkich. Nazwę wsi Montfermeil i scenę, w której Kozeta niesie wodę ze studni przez las w tej miejscowości, mogła zainspirować lektura Mleczarki z Montfermeil Paula de Kocka.

#### Wątki autobiograficzne
Specyficzną formą inspiracji autentycznymi wydarzeniami są w Nędznikach wątki autobiograficzne. Ewolucja polityczna Mariusza (kolejno rojalisty, bonapartysty, republikanina) jest odbiciem przemian w poglądach autora. Nawet opis wyglądu Mariusza jest oparty na fizjonomii młodego Wiktora Hugo. Kozeta łączy w sobie cechy dwóch kobiet życia pisarza: jego żony Adeli (spotkania młodych przed ślubem przebiegały podobnie, jak wizyty Mariusza w ogrodzie Kozety) oraz Juliette Drouet. Ustalenie daty ślubu bohaterów na 16 lutego 1833, datę pierwszego spotkania z Drouet, było wyraźną aluzją do uczuć łączących pisarza z kochanką. Z kolei Gillenormand był wzorowany na dziadku pisarza, a pojawienie się ustępu poświęconego zakonom żeńskim było związane z osobistymi wspomnieniami Juliette Drouet, która odebrała edukację w szkole klasztornej podobnej do opisanej w powieści, oraz z faktem, że kuzynka Hugo Maria była zakonnicą. Dom na ulicy Plumet przypominał dom, w którym zmarł ojciec pisarza. Opisując uczucia Jeana Valjeana w momencie poznania prawdy o miłości Kozety i Mariusza Hugo nawiązywał do własnych uczuć, gdy Charles Vacquerie oświadczył się jego ukochanej starszej córce.
Aluzje autobiograficzne w Nędznikach pojawiają się również w formie pośredniej. Osobista fascynacja autora postacią Napoleona Bonapartego uwidacznia się w zestawieniu ważnych dat z jego życia z kolejnymi momentami przełomowymi w biografii Jeana Valjeana. Przebywa on w więzieniu w czasie, gdy Napoleon osiąga kolejne zwycięstwa (1796–1815), zostaje wysłany na galery dokładnie w dniu obwieszczenia w Paryżu zwycięstwa Francuzów pod Montenotte 22 kwietnia 1796.

### Publikacja
Nędznicy zostali ukończeni w 1862 r. Część pierwsza Fantyna pojawiła się na rynku 3 kwietnia 1862, druga Kozeta i trzecia Mariusz – 15 maja tego samego roku, natomiast Idylla ulicy Plumet i epopeja ulicy św. Dionizego – 30 czerwca. Powieść była ogromnym sukcesem wydawniczym, 15 maja, w dniu zapowiedzianej publikacji II i III części czytelnicy już na kilka godzin przed otwarciem księgarń oczekiwali na zapowiadaną powieść. Publikację utworu poprzedziła intensywna kampania reklamowa - chociaż Victor Hugo pozostawał na emigracji politycznej jako przeciwnik II Cesarstwa, w Paryżu wywieszono plakaty z wizerunkami bohaterów powieści, o planowanym wydaniu informowała też prasa. Wbrew zwyczajowi, przed publikacją nie przekazano natomiast egzemplarzy recenzenckich, a treść dzieła utrzymywano w tajemnicy.
Oceniając w liście do wydawcy ukończoną pracę Hugo stwierdził 23 maja 1862, że stworzył jedną ze swoich ważniejszych, jeśli nie najważniejszą książkę. W październiku 1861 pisarz sprzedał wydawcy prawa do utworu za 300 tys. franków na 12 lat (według innego źródła - na 8), zezwalając również na dokonywanie przekładów na inne języki. Była to suma wyjątkowo wysoka w swoich czasach. 
Powieść jeszcze w 1862 r. została przełożona na język angielski, niezależnie od siebie przez Charlesa Wilboura na potrzeby wydania w Stanach Zjednoczonych i przez Charles'a Lascellesa Wraxalla w celu publikacji w Londynie. Równocześnie z wydaniem francuskim powieść została wydana w Lipsku, Petersburgu, Brukseli, Londynie. Krótko po pierwszym amerykańskim wydaniu, opublikowanym w Nowym Jorku, pojawiło się inne, rozpowszechniane na amerykańskim Południu, opracowane bez zgody właściciela praw autorskich i ocenzurowane - pozbawione fragmentów, w których Hugo krytykował niewolnictwo. Z kolei autor pierwszego przekładu brytyjskiego ingerował w oryginalny tekst powieści w opisie bitwy pod Waterloo, ilekroć nie zgadzał się z ocenami narratora.

## Treść

### I.Fantyna

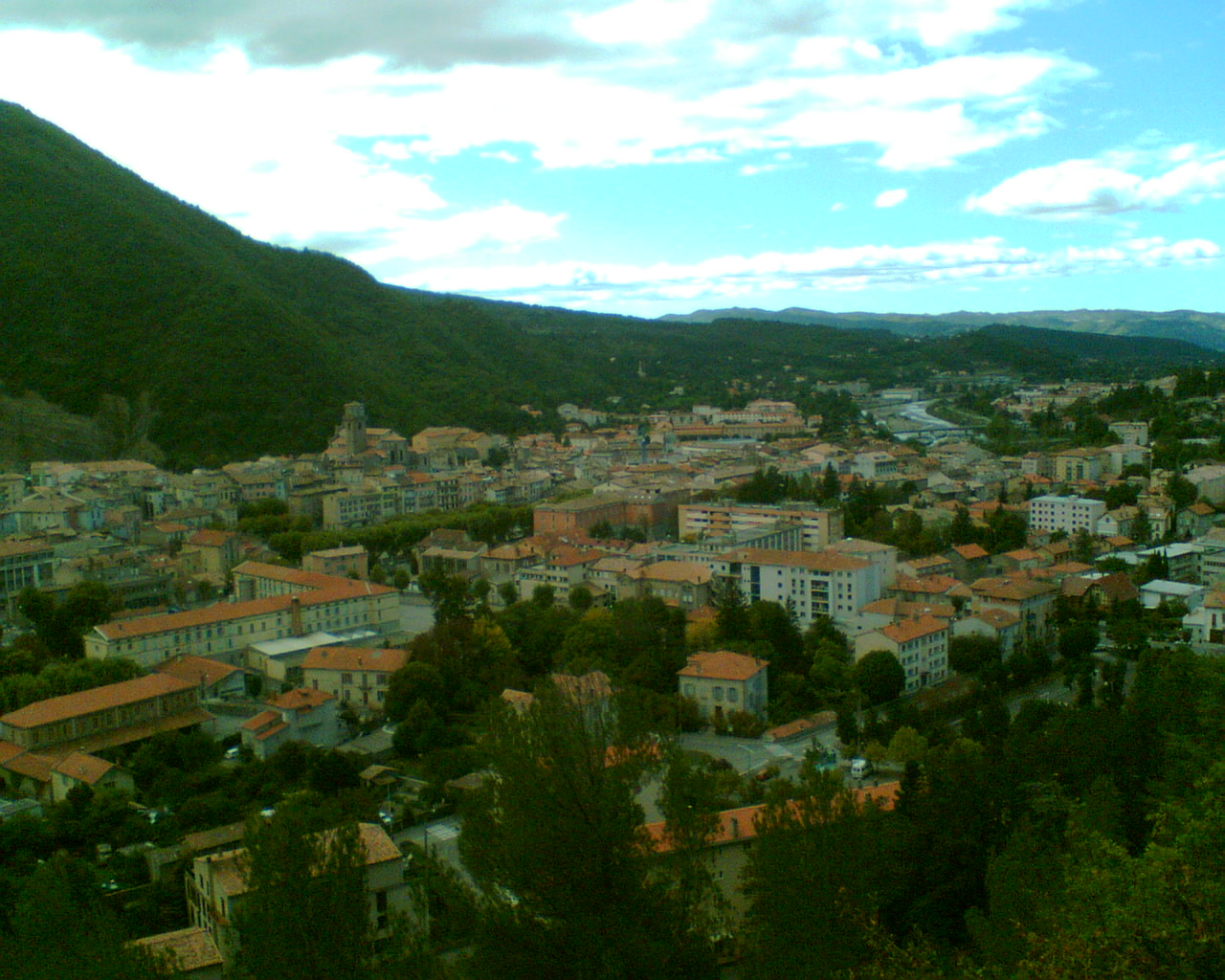
Współczesny widok Digne-les-Bains, w którym rozgrywa się początkowa część fabuły Nędzników

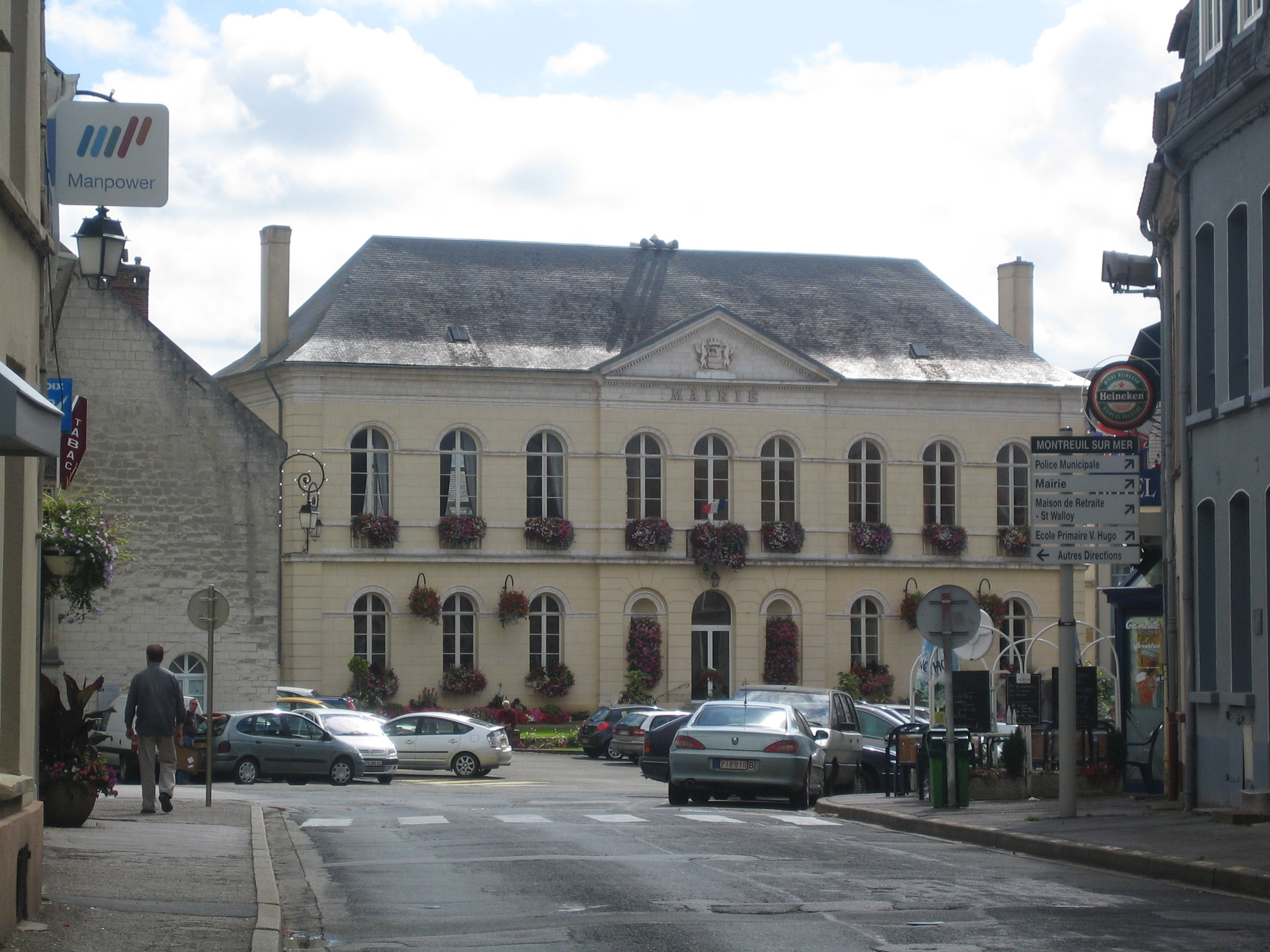
Merostwo w Montreuil

Akcja powieści rozpoczyna się obszernym portretem biskupa Myriel, zwanego przez mieszkańców diecezji po prostu biskupem Bienvenu, w zamyśle autora – wzorowego chrześcijanina i idealnego katolickiego hierarchy. Któregoś dnia w jego domu zjawia się zwolniony z więzienia były galernik Jean Valjean. Poszukuje noclegu w oberży, ale zostaje przepędzony – schronienie i posiłek proponuje mu biskup. Valjean w nocy ucieka, kradnąc zastawę stołową. Szybko zostaje schwytany przez policję, ale biskup potwierdza, że podarował mu srebra, i dodaje jeszcze dwa świeczniki z tego samego kruszcu. Następnie życzy byłemu więźniowi, by stał się uczciwym człowiekiem. Opuszczając Digne, Valjean popełnia jednak kolejne przestępstwo – okrada kominiarczyka. Następnie przypomina sobie słowa biskupa i postanawia zmienić swoje życie.
Akcja przenosi się do Paryża, do roku 1817. Czterej młodzieńcy porzucają swoje kochanki, wracają do rodzin, jakie zostawili na prowincji. Jeden z nich, Tholomyes, porzuca swoją dotychczasową partnerkę Fantynę z małą córką Kozetą. Wiosną 1818 r. kobieta postanawia opuścić Paryż i szukać pracy w rodzinnym Montreuil-sur-Mer. Nie chcąc, aby wyszła na jaw historia jej romansu, zostawia córkę u przypadkowo spotkanej rodziny Thenardier, oberżystów z Montfermeil koło Paryża.
Po dotarciu do Montreuil-sur-Mer Fantyna znajduje pracę w fabryce należącej do mera miasteczka, Madeleine’a. Ten przybyły dwa lata wcześniej mężczyzna rozwinął miejscowy przemysł, zajmował się również dobroczynnością i zdobył powszechny szacunek. Pewnego dnia Madeleine ryzykuje nawet życiem, podnosząc ciężki wóz, by ratować woźnicę Faucheleventa. W Montreuil nie ufa mu jedynie inspektor policji Javert.
Fantyna zostaje zwolniona z fabryki, gdy jej przełożona dowiaduje się o jej nieślubnej córce. Aby móc nadal płacić Thenardierom za opiekę nad Kozetą, sprzedaje swoje włosy i zęby, ostatecznie zostaje prostytutką. W zimie mężczyzna wrzuca jej śnieg za suknię. Gdy Fantyna rzuca się na niego, zostaje aresztowana przez Javerta, jednak Madeleine, poznawszy jej historię, żąda jej uwolnienia i odstawienia do szpitala. Obiecuje również sprowadzić Kozetę do matki.
Kilka dni później Madeleine dowiaduje się od Javerta, że w Arras ma odbyć się rozprawa niejakiego Champmathieu, który został rozpoznany jako zbiegły przestępca Jean Valjean. Madeleine po całonocnych rozważaniach udaje się do sądu i wyznaje: to on sam jest Valjeanem. Wraca do Montreuil i zostaje aresztowany przy łóżku Fantyny, która w tym momencie umiera.

### II.Kozeta

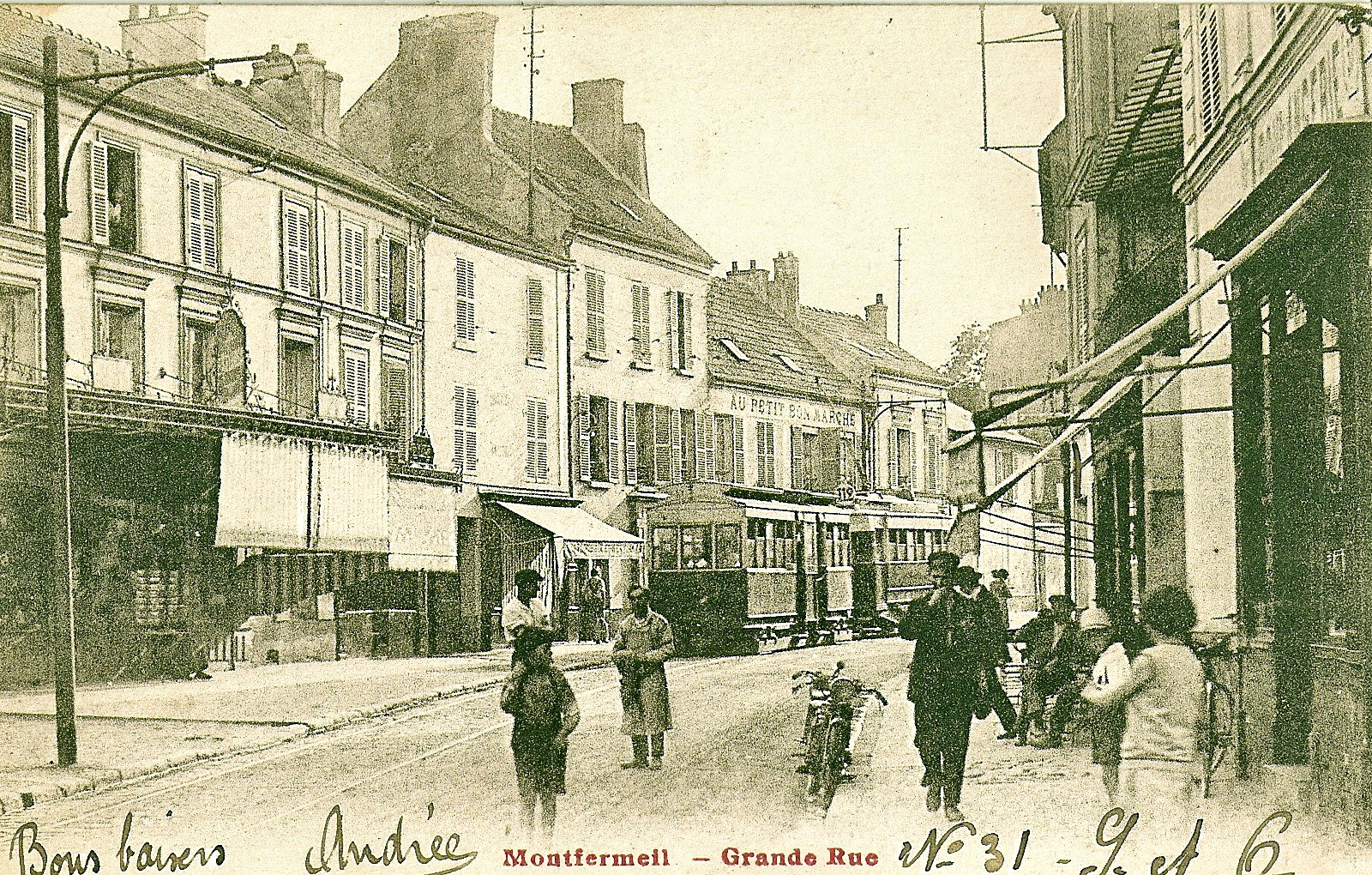
Ulica w Montfermeil, gdzie wychowywała się Kozeta – bohaterka Nędzników

Księgę rozpoczyna opis wizyty narratora na polu bitwy pod Waterloo, a następnie opis samego starcia. Po bitwie Thénardier, obdzierający ciała martwych żołnierzy z cennych przedmiotów, trafia na pułkownika Pontmercy’ego, który jest tylko ranny i pomyłkowo sądzi, że złodziej uratował mu życie.
Jean Valjean, skazany na dożywotnie galery, ucieka dzięki podstępowi: ratuje znajdującego się w śmiertelnym niebezpieczeństwie marynarza, a następnie pozoruje własne utonięcie. Udaje mu się dotrzeć do Montfermeil, gdzie nadal przebywa Kozeta. Jest noc Bożego Narodzenia, Valjean spotyka dziewczynkę w lesie, gdy Kozeta wraca z wodą ze studni, po którą wysłała ją Thénardierowa. Po dotarciu do karczmy Valjean kupuje Kozecie lalkę, zaś następnego dnia płaci małżeństwu i zabiera dziewczynkę ze sobą.
Valjean wynajmuje w Paryżu pokój w ruderze Gorbeau, zniszczonym budynku na przedmieściach miasta. Nie wie, że Javert został w międzyczasie przeniesiony do Paryża i nie uwierzył w jego śmierć w wypadku. Na podstawie dalszych pogłosek inspektor zaczyna śledzić byłego galernika, a kiedy jest przekonany o tym, że odnalazł Valjeana, podejmuje bezpośredni pościg. Valjean i Kozeta nocą starają się znaleźć nowe schronienie. Ostatecznie trafiają do klasztoru Petit Picpus, gdzie Valjean spotyka Faucheleventa, któremu sam kiedyś załatwił pracę ogrodnika w tym miejscu. Dzięki jego pomocy były więzień również zostaje ogrodnikiem, podając się za brata Faucheleventa. Kozeta rozpoczyna naukę w klasztornej szkole dla dziewcząt. Tak mija ponad osiem lat.

### III.Mariusz

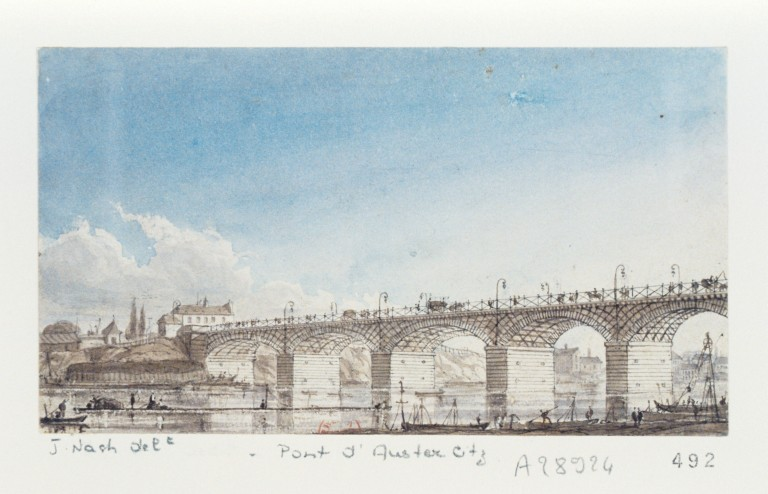
Pont d’Austerlitz, po którym Valjean i Kozeta uciekali przed Javertem

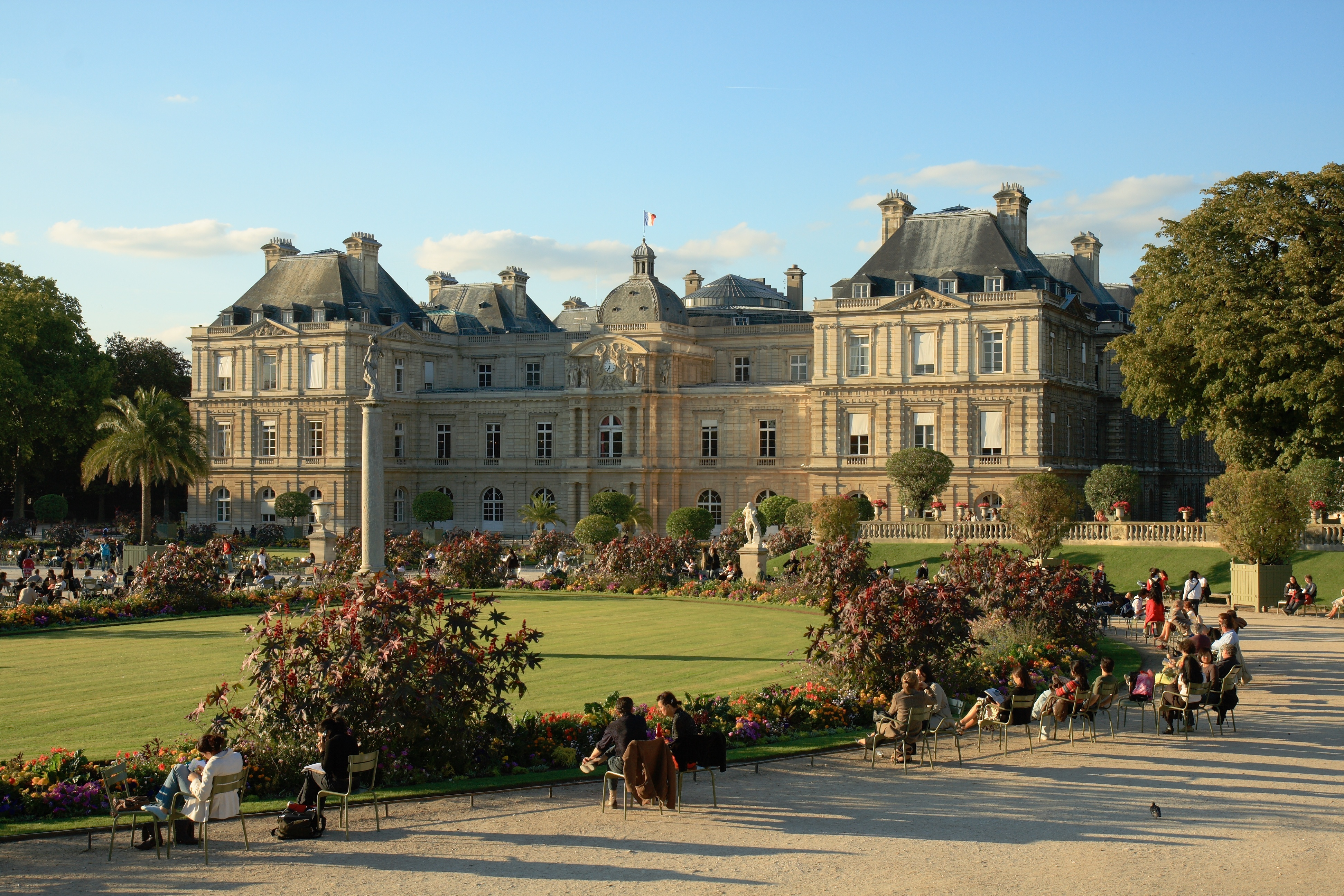
Park Luksemburski, w którym Mariusz pierwszy raz zobaczył Kozetę

W ruderze Gorbeau żyje obecnie rodzina Jondrette’ów, złożona z ojca, matki, dwóch nastoletnich córek Eponiny i Anzelmy oraz Gavroche’a, ok. dwunastoletniego chłopca, który postanowił żyć na własną rękę na ulicy. Ich sąsiadem jest Mariusz Pontmercy.
Narrator cofa się w czasie, by opisać dzieciństwo Mariusza: wychowywał go dziadek, Gillenormand, zajadły rojalista, nienawidzący rewolucji i Napoleona. Gillenormand uniemożliwiał chłopcu kontakt z ojcem, pułkownikiem napoleońskim. Pozwolił mu udać się do jego wiejskiego domu dopiero w dniu, gdy Pontmercy poinformował o swojej ciężkiej chorobie. Mariusz, wówczas już student, spóźnił się jednak na spotkanie i nie zastał już ojca żywego. Otrzymał jedynie pozostawiony przez niego bilet, w którym Pontmercy prosił o wszelkie wsparcie dla niejakiego Thenardiera.
Mariusz dowiaduje się następnie od kościelnego Mabeufa, że jego ojciec, nie mogąc się z nim spotykać, wielokrotnie obserwował swojego syna w czasie nabożeństw w kościele, ukrywając się za filarem. Ta i inne opowieści o ojcu wstrząsają młodym człowiekiem i skłaniają go do poznania historii rewolucji i Cesarstwa, których dotąd nienawidził, tak jak nauczył go dziadek. W rezultacie całkowicie zmienia poglądy i staje się piewcą minionej epoki. Po kłótni z dziadkiem zostaje wyrzucony z domu. Odtąd utrzymuje się sam, wykonując tłumaczenia, udaje mu się skończyć studia prawnicze. Poznaje grupę studentów i robotników, którzy tworzą tajne stowarzyszenie.
Któregoś dnia, w czasie spaceru w Ogrodzie Luksemburskim, Mariusz spotyka młodą dziewczynę w towarzystwie starszego mężczyzny. Zachwycony jej urodą, zaczyna śledzić oboje. Zostaje dostrzeżony przez jej opiekuna; w rezultacie dziewczyna przestaje przychodzić do ogrodu.
W lutym 1831 r. Mariusz odkrywa dziurę w ścianie, która pozwala mu śledzić sąsiadującą z jego pokojem izbę i jest wstrząśnięty nędzą, w jakiej mieszkają Jondrette’owie. Nieoczekiwanie w ich mieszkaniu pojawia się mężczyzna, przedstawiony jako wielki dobroczyńca, razem z młodą kobietą – to nieznajomi, których Mariusz obserwował w Ogrodzie Luksemburskim. Dobroczyńca obiecuje Jondrette’om, że wieczorem powróci, by wesprzeć ich jeszcze hojniej. Mariusz chce śledzić dziewczynę, w której się zakochał, ale brak mu pieniędzy na fiakra. Po powrocie do rudery Gorbeau słyszy, że Jondrette szykuje na dobroczyńcę pułapkę, gdyż ma z nim porachunki sprzed lat. Mariusz postanawia pójść na policję, tam opowiada wszystko inspektorowi Javertowi i otrzymuje od niego pistolet oraz polecenie obserwowania miejsca zdarzeń. Wieczorem widzi, jak Jondrette w towarzystwie innych bandytów związuje starszego mężczyznę i chce wymusić na nim podanie adresu córki, by móc ją porwać dla okupu. Mariusz jest gotowy oddać strzał z pistoletu i zaalarmować policję, gdy Jondrette wykrzykuje swoje prawdziwe nazwisko: Thénardier.
Przerażony Mariusz nie jest w stanie sam podjąć decyzji, czy wydać policji człowieka, który, jak sądzi, ocalił życie jego ojca. Policjanci jednak sami wdzierają się do wnętrza budynku i zatrzymują wszystkich obecnych. Jedynie ofiara napaści ucieka przez okno, ku konsternacji Javerta. Cała rodzina Thenardierów zostaje uwięziona. Mariusz również opuszcza ruderę Gorbeau, by nie musieć zeznawać przeciwko Thenardierowi w sądzie.

### IV.Idylla ulicy Plumet i epopeja ulicy Saint-Denis

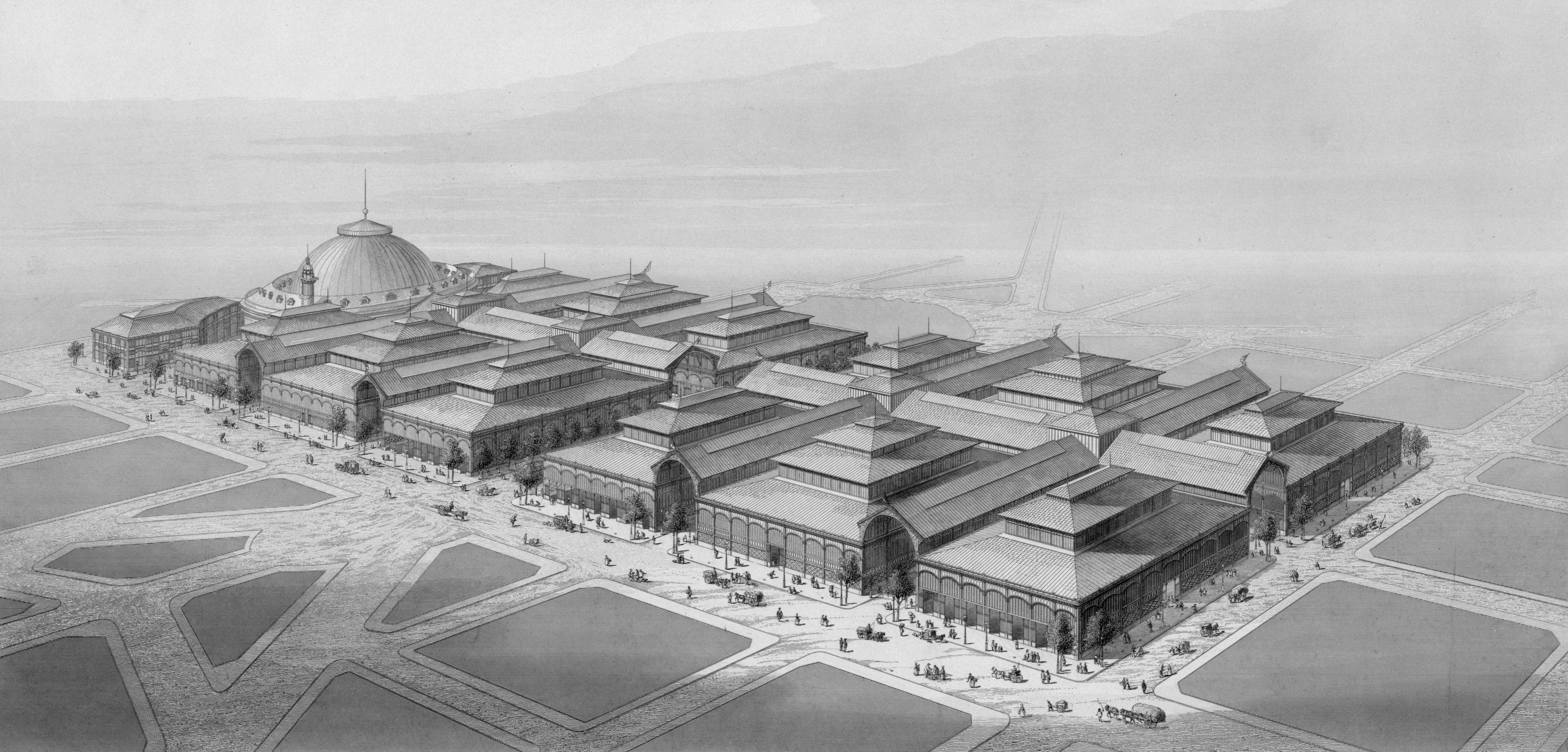
Widok paryskich Hal targowych w 1863. W dzielnicy Hal rozgrywają się wydarzenia Nędzników związane z powstaniem 1832

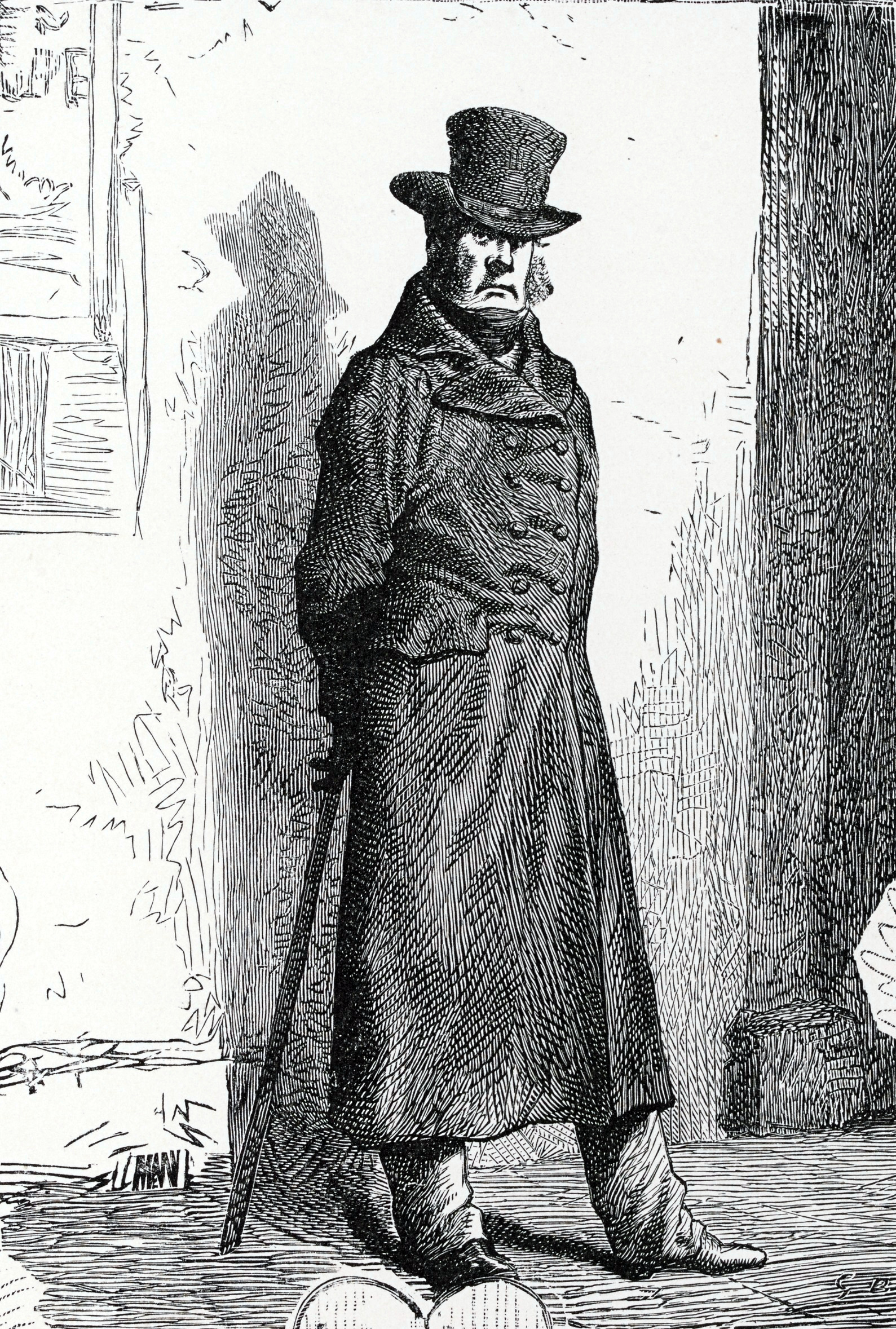
Javert

Eponina, zakochana w Mariuszu, ucieka z więzienia i na prośbę Mariusza pomaga mu odnaleźć tajemniczą ukochaną. Jest nią Kozeta, która razem z przybranym ojcem opuściła klasztor i która również nie może zapomnieć o widzianym w Parku Luksemburskim młodzieńcu. Mariusz odnajduje Kozetę w ogrodzie jej domu przy ulicy Plumet – od tej pory spotykają się codziennie, bez wiedzy Jeana Valjeana. Równocześnie w mieście coraz silniejsze jest wrzenie rewolucyjne. Tajne stowarzyszenia, w tym to stworzone przez studentów-przyjaciół Mariusza, propagują idee socjalistyczne z coraz większym powodzeniem.
Eponina z miłości do Mariusza udaremnia napad na dom Valjeana, którego zamierzał dokonać jej ojciec. Tymczasem Kozeta informuje ukochanego, że jej ojciec postanowił wyjechać razem z nią do Anglii. Pewnego dnia Mariusz przychodzi do ogrodu i przekonuje się, że dom jest pusty. Słyszy natomiast głos wzywający go do pójścia na barykadę, gdzie czekają na niego przyjaciele. Jest 5 czerwca 1832 r., po pogrzebie popularnego generała Lamarque’a w Paryżu wybuchło republikańskie powstanie. Studenci z Enjolrasem na czele budują barykadę w pobliżu szynku Korynt w dzielnicy Hal, u zbiegu ulic Konopnej i Zakręt. Gavroche, który dołączył do powstańców, odkrył, że jeden z ochotników do walki to inspektor policji Javert.
W pierwszym starciu barykada omal nie zostaje zdobyta. Obrońców ratuje pojawienie się Mariusza, który grozi, że wysadzi całe umocnienie przy pomocy baryłki prochu. Giną pierwsi studenci – jeden z nich, Jean Prouvaire, zostaje wzięty do niewoli i natychmiast rozstrzelany. Powstańcy oznajmiają Javertowi, że zostanie zastrzelony w odwecie. Mariusz odkrywa na barykadzie śmiertelnie ranną Eponinę – dziewczyna chwilę wcześniej zasłoniła ręką karabin, gdy jeden z żołnierzy wymierzył w młodzieńca. Umierając, Eponina wyznaje mu swoją miłość i oddaje list, jaki wcześniej przekazała jej Kozeta: zawiera on nowy adres dziewczyny w Paryżu. Poruszony Mariusz pisze odpowiedź i wysyła z nią Gavroche’a, pragnąć ocalić go od niechybnej śmierci w czasie walk. Ulicznik, chcący koniecznie uczestniczyć w powstaniu, oddaje jednak pismo napotkanemu przed domem Valjeanowi. Ten ostatni otwiera kopertę i dowiaduje się o miłości Kozety. Postanawia udać się na barykadę, do powstańców wraca również Gavroche.

### V.Jean Valjean

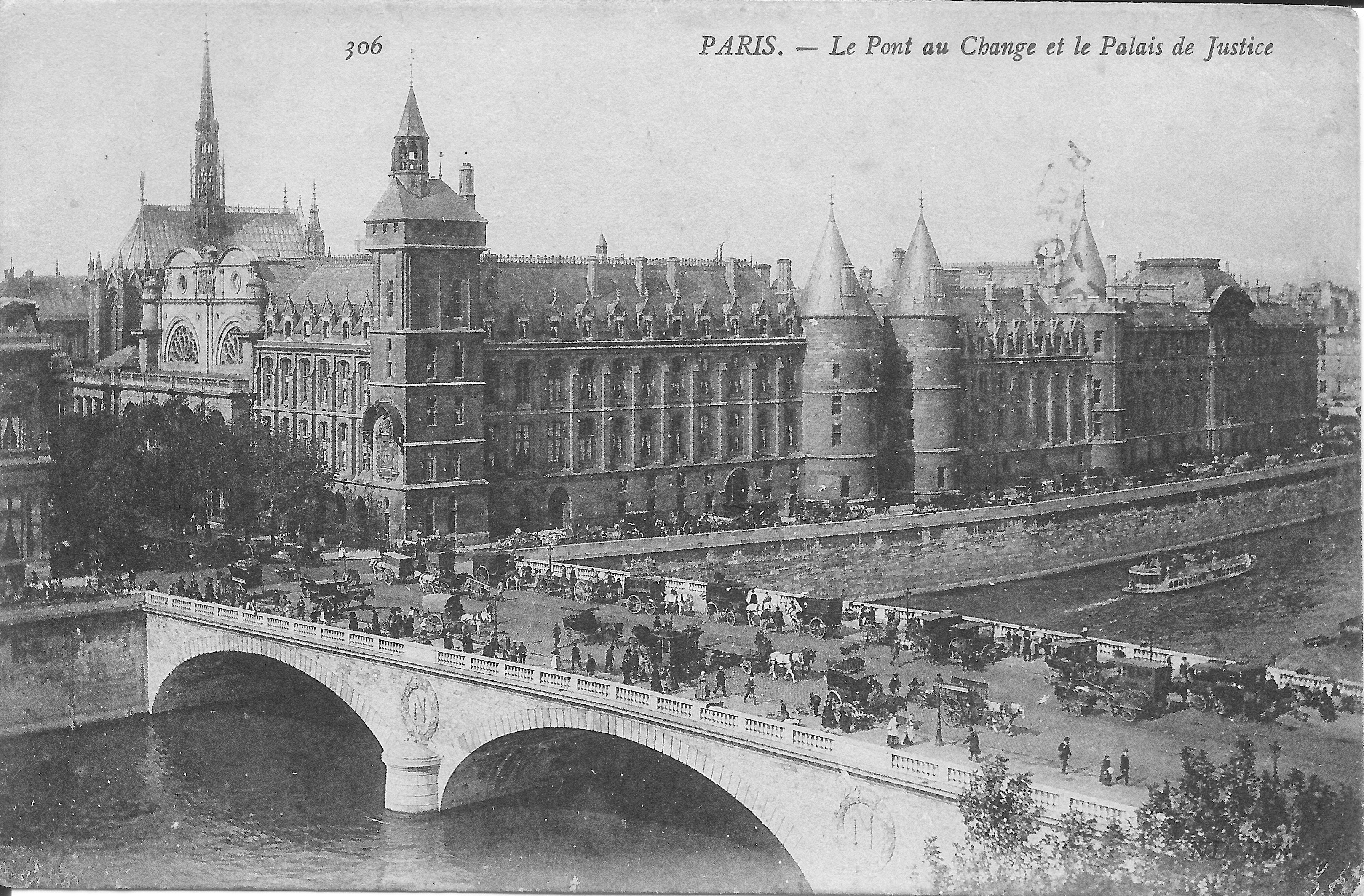
Paryski Most Wymiany, z którego rzucił się do Sekwany inspektor Javert

6 czerwca 1832 r. powstańcy widzą, że lud nie zerwał się do walki. Mimo to decydują, że będą walczyć do końca, Enjolras odsyła z barykady jedynie pięciu mężczyzn, którzy mieli żony i dzieci. Przeciwko powstańcom wojsko kieruje artylerię, obrońcom barykady kończy się amunicja. Gavroche wybiega przed umocnienie, by zebrać naboje niewykorzystane przez zabitych gwardzistów i żołnierzy. Atakujący strzelają do niego; Gavroche odpowiada im zuchwałą piosenką, którą śpiewa aż do momentu, gdy zostaje śmiertelnie postrzelony. Valjean prosi o pozwolenie, by osobiście zastrzelić Javerta. Wyprowadza policjanta w boczną uliczkę i puszcza go wolno. Kolejny szturm na barykadę doprowadza do jej upadku, giną wszyscy studenci. Mariusz, który padł ranny na zewnątrz szynku, zostaje wyniesiony z pola walki przez Valjeana. Nie mając innej możliwości bezpiecznego opuszczenia dzielnicy Hal, Valjean schodzi z nieprzytomnym młodzieńcem do kanałów ściekowych.
Przy wyjściu z kanału Valjean natrafia na kratę, a przy niej na Thenardiera. Ten sprzedaje mu podrobiony klucz, ale kiedy Valjean wychodzi na powierzchnię, dostrzega Javerta, który prowadził pościg za Thenardierem. Prosi go, by przed aresztowaniem pozwolił mu odwieźć Mariusza pod adres, jaki młodzieniec zapisał na kartce ukrytej w kieszeni: do domu jego dziadka. Następnie Valjean prosi Javerta o to, by mógł pożegnać się z Kozetą. Jadą na ulicę Człowieka Zbrojnego, gdzie były galernik wchodzi do domu i po chwili stwierdza, że inspektor odszedł, nie zatrzymując go. Javert, przerażony ostatnimi wydarzeniami i nie mogąc zrozumieć postawy Valjeana, popełnia samobójstwo, topiąc się w Sekwanie.
Valjean i Gillenormand kończą przygotowania do ślubu Mariusza i Kozety, para pobiera się. Następnie Valjean opowiada Mariuszowi, że jest byłym galernikiem, a Kozeta to jego wychowanka, a nie biologiczna córka. Mariusz zgadza się, by Valjean odwiedzał Kozetę, ale daje mu systematycznie do zrozumienia, że nie jest mile widziany. Kobieta natomiast, zachwycona nowym życiem, powoli zapomina o tym, kto ją wychowywał. Wreszcie Valjean przestaje ją odwiedzać, zapada na zdrowiu a choroba okazuje się śmiertelna. Gdy Valjean jest już umierający, w jego domu pojawiają się Mariusz i Kozeta – Mariusz dowiedział się, kto uratował mu życie na barykadzie, a także że Valjean nie zastrzelił Javerta. Błogosławiając młodych, były galernik umiera. Powieść zamyka opis jego zaniedbanego, anonimowego grobu, w którym został pochowany zgodnie ze swoim życzeniem.

## Cechy utworu

### Konstrukcja powieści
Pisząc Nędzników Hugo zamierzał nakreślić panoramę całości francuskiego społeczeństwa i przedstawić uniwersalny obraz walki dobra ze złem. Temu założeniu podporządkował akcję tworzonego utworu. Albert Thibaudet uważa, że ten zamiar autora został w pełni zrealizowany, twierdząc, że jedyną porównywalną powieścią o takim charakterze jest Wojna i pokój Lwa Tołstoja. Tenże krytyk opisał powieść jako przykład syntezy gatunków: powieści przygodowej, obyczajowej, kryminału oraz umoralniającej „powieści o bohaterach”.
Swój zamiar przedstawienia całego społeczeństwa Hugo realizował poprzez posłużenie się przykładem reprezentatywnych jednostek: w swoich refleksjach spisanych po zakończeniu pracy stwierdził, że całą treść Nędzników można sprowadzić do zestawienia ze sobą historii świętego, historii kobiety, historii lalki i historii mężczyzny. O ile tożsamość trzech pierwszych bohaterów nie budzi wątpliwości (chodzi o Valjeana, Fantynę i Kozetę), o tyle krytycy literaccy nie ustalili, która z postaci miała być mężczyzną.
R. Simaika uważa, że niektóre ustępy Nędzników, stanowiące dygresje autora, należy traktować jako „eseje zmieszane z powieścią” co tworzy wrażenie gatunkowego synkretyzmu. W ten sposób sfera fabularna powieści została wyraźnie oddzielona od sfery dokumentalistycznej, w czym widoczny jest pewien wpływ modelu walterscottowskiego, w którym opisy obyczajów epoki nie mieszają się bezpośrednio z wydarzeniami. Dokumentacja epoki płynnie przechodzi w filozoficzne refleksje autora, przy czym refleksje te mogą być podczas lektury omijane bez szkody dla zrozumienia głównego wątku. M. Butor jest zdania, że Hugo w niektórych przynajmniej refleksjach naśladował znaną mu z powieści w odcinkach technikę zawieszania akcji, jednak jego dygresje, jako zbyt rozbudowane, nie odgrywają tej roli; w miarę rozwoju rozważań odautorskich niepokój czytelnika, zainteresowanego losami bohaterów, spada. Porównuje on dygresje Hugo do arii operowych, które swoją treścią mogą, ale nie muszą, wzbogacać fabułę, co jednak nie zmienia faktu, że są niezbędne dla gatunku. Nie oznacza to, że Hugo przypisywał refleksjom mniejsze znaczenie – wręcz przeciwnie, traktował je jako niezbędne uzupełnienie treści moralnej zawartej w głównej treści fabularnej. F. Vernier idzie nawet dalej, twierdząc, że Nędznicy to kilka powieści zestawionych razem dla uzyskania wspólnego przesłania moralnego i politycznego. Jego zdaniem początkowe rozdziały poświęcone biskupowi stanowią odrębną jednostkę i mogłyby funkcjonować jako dzieło niezależne od zasadniczej historii Valjeana, w mniejszym stopniu odnosi się to również do losów Fantyny czy rodziny Thenardierów.
Nędznicy w swojej strukturze zbliżają się także do gazetowej powieści w odcinkach: pisarz dzielił całość na krótkie rozdziały i nadawał im chwytliwe tytuły dla stałego zachowania uwagi czytelnika. Fabuła Nędzników zawiera szereg elementów typowych dla sensacyjnej powieści w odcinkach: niespodziewanych zwrotów akcji czy pozornie nieznaczących scen i zbiegów okoliczności, które w miarę dalszej lektury okazują się istotne dla rozwoju akcji. Z poetyki powieści awanturniczej wywodzą się sceny ucieczek Valjeana przez policją czy wynoszenia rannego Mariusza przez labirynt kanałów. Równocześnie często porównywał utwór do poematu, ze względu na obszerność poruszanych problemów.

### Wymowa moralnaNędzników

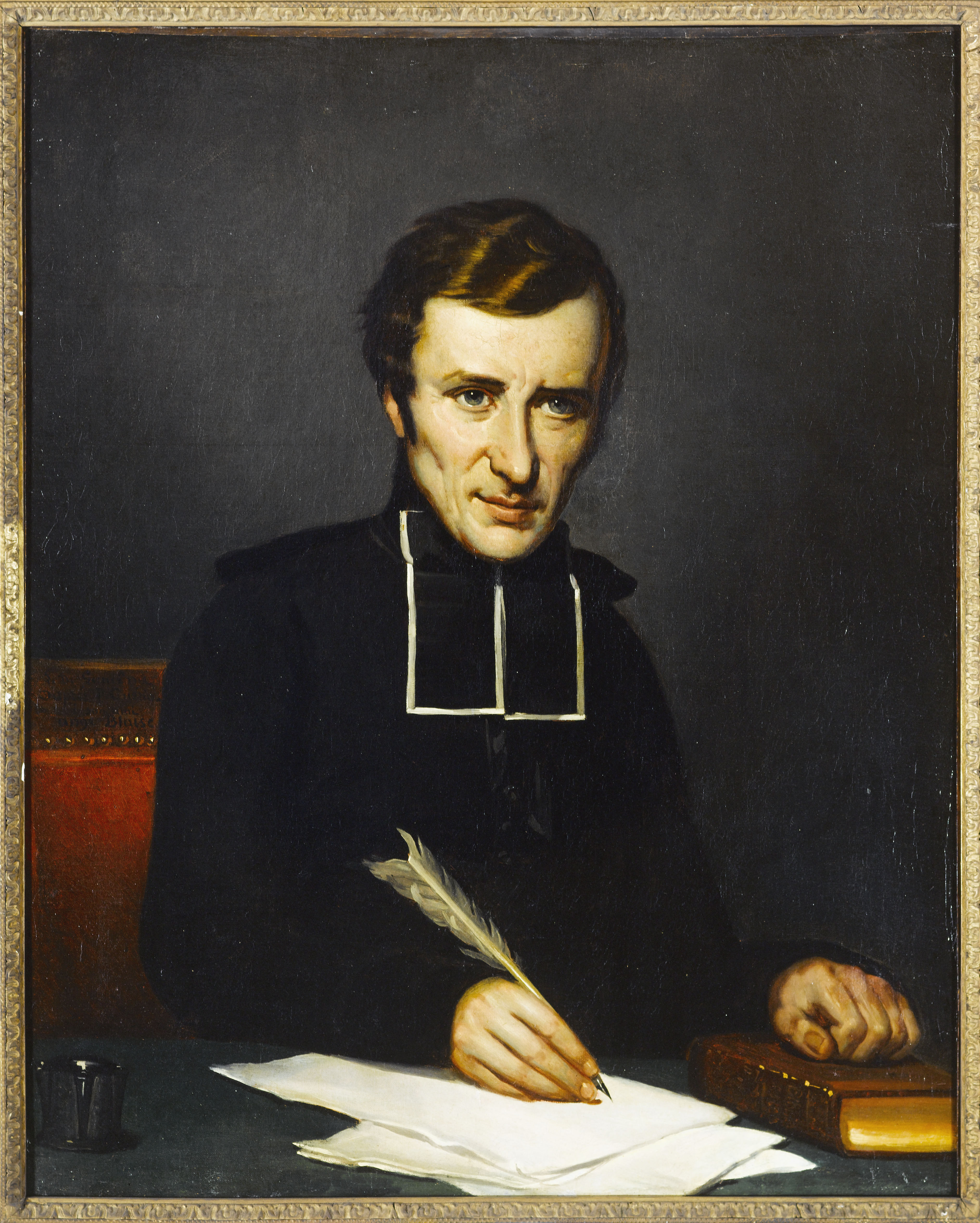
Jednym ze źródeł moralnego i politycznego przesłania Nędzników była myśl ks. de Lamennais

Nędznicy w założeniach autora mieli być przede wszystkim „powieścią o wzniesieniu się duszy”, utworem opartym na etyce chrześcijańskiej, przedstawiającym pozytywne i negatywne wzorce postępowania. Hugo podkreślał, że pierwszym bohaterem dzieła jest Nieskończony (fr. l’infini), człowiek – dopiero drugim. Praktyczne stosowanie w życiu zasad chrześcijańskich – miłości bliźniego, gotowości do poświęceń dla drugiej osoby, bezinteresownej pomocy – jest w ocenie autora kluczem zarówno do budowania osobistych relacji z innymi ludźmi, jak i do przebudowy społeczeństwa w celu eliminacji istniejących w nim patologii. 
Hugo zdecydowanie potępia uczucia nienawiści i chęci odwetu, nawet pozornie usprawiedliwionego, jednak twierdzi również, że każdy, o ile tego chce, może naprawić swoje błędy i osiągnąć zbawienie. Niezbędna jest jednak w tym momencie łaska boska, przekazana przez inne osoby – to miłosierdzie okazane przez biskupa staje się początkiem duchowej przemiany Valjeana, a interwencja tego ostatniego pozwala na uratowanie Fantyny (w sensie moralnym, tj. zatrzymanie rosnącej w niej nienawiści wobec społeczeństwa). Powieść podkreśla, że chrześcijańska przemiana człowieka jest długotrwałym i trudnym procesem, który nie gwarantuje ani zrozumienia ze strony społeczeństwa, ani nawet osiągnięcia szczęścia jeszcze w życiu doczesnym. Valjean, nawet, gdy postanawia odkupić dawne winy, nieustannie jest wystawiany na próbę, a konsekwencje jego pierwszego upadku (kradzieży) nigdy się nie kończą. Narrator sugeruje jednak, że jednostka może zawsze liczyć na wsparcie Boga. Nie ma wątpliwości, że grzesznik zostanie zbawiony – w finale utworu anioł oczekuje na duszę Valjeana, którego śmierć jest świadomie stylizowana na zgon świętego<.
Równocześnie Nędznicy przedstawiają życie na ziemi jako ciągłą drogę naprzód, często bolesną, podkreślają nieuchronność przemijania na wszystkich płaszczyznach – od politycznej po czysto osobistą. Motyw bohatera jako przechodnia, który pojawia się w danym miejscu lub w życiu danej osoby na chwilę, po czym znika, jest realizowany kilkakrotnie – w scenie spotkania Thenardiera z pułkownikiem Pontmercym, a także w całej biografii Valjeana, występującego w roli „przechodnia” w życiu biskupa, Fantyny, Kozety i Mariusza. Motyw via dolorosa uwidacznia się również w koszmarnym śnie Valjeana, jaki poprzedza jego wyjazd do Arras i ujawnienie prawdziwego nazwiska. Symbolicznym jego zwieńczeniem jest anonimowy nagrobek Valjeana, na którym jego śmierć zostaje określona jako przyjście anioła drogi, a i sam napis podlega procesowi przemijania, zacierając się z braku opieki. Droga bohatera kilkakrotnie zestawiona jest z drogą krzyżową.
Szczególną postać motyw drogi przyjmuje w dłuższej dygresji poświęconej wędrówce Valjeana przez kanały ściekowe z rannym Mariuszem na plecach. Hugo opisuje kanały jako nowe więzienie, przytacza opis śmierci człowieka wciągniętego przez ruchome piaski, jednak drogą kolejnych antytez ukazuje, że takie upokorzenie również jest krokiem na drodze do zbawienia. Wiąże się z tym motyw cienia w powieści – każde symboliczne „wejście w mrok” (wkroczenie Mariusza do dzielnicy, w której toczą się walki, ucieczka do kanałów) przynosi tragedię i cierpienie, lecz w ostatecznym rozrachunku również udoskonala człowieka.
Hugo twierdził, że powieść o nędzy materialnej musi mieć charakter duchowy, gdyż zjawisko to wymaga interwencji boskiej przeciw działaniom człowieka, a zatem i boskiego osądu. Taką „interwencją” może być, obok świadomych działań jednostek, również społeczna rewolucja. Przedstawiony jako doskonały rzecznik postępu rewolucjonista Enjolras zapowiada, że przyszłość należy do braterskiej miłości, a konsekwentne działania człowieka zlikwidują przemoc, nędzę, a nawet zło ukryte w psychice ludzkiej. Jean-Bertrand Barrere określił powieść jako dzieło, którego tematem jest "najwyższa sprawiedliwość".
Potęga religii i głoszonej przez nią moralności jest większa, niż moc „sprawiedliwości ludzkiej”, czego wyrazem jest samobójstwo jej najważniejszego w utworze rzecznika – Javerta. Silna obecność wątków chrześcijańskich zbliża Nędzników do mistycyzmu. Zdaniem Victora Bromberta Hugo prowadził w Nędznikach polemikę ze zwolennikami ateistycznych doktryn marksizmu i proudhonizmu, które były żywe we francuskich środowiskach emigracyjnych. To do nich była skierowana scena rozmowy biskupa z byłym członkiem Konwentu, który – będąc reprezentantem postępu – zdecydowanie krytykował postępowanie Kościoła, lecz odrzucał ateizm. Hugo zdecydowanie stawia również dylematy osobiste jednostek ponad wielkimi problemami społecznymi, widząc klucz do ich rozwiązania w ludzkiej duszy. Dlatego wielokrotnie podkreśla rolę modlitwy i nawiązywania osobistego kontaktu z Bogiem.
Szczególnym środkiem propagowania pożądanej postawy chrześcijanina jest w Nędznikach postać głównego bohatera, którego droga życiowa jest celowo wypełniona momentami prób, nagłymi zwrotami i dylematami moralnymi, które każdorazowo zmuszają go do coraz większych wyrzeczeń oraz pogłębiają jego odrzucenie przez społeczeństwo, dla którego zawsze pozostaje on przestępcą. Fakt, iż Valjean mimo wszystko za każdym razem działa zgodnie z zasadami ewangelicznymi równocześnie ma dowodzić ogromnej siły człowieka wspieranego przez Opatrzność boską, jak i przedstawiać go jako wzorzec osobowy tworzony przez samego Boga, który w ten, a nie inny sposób kieruje jego losem. Dla uwypuklenia tego ostatniego przesłania Hugo świadomie wprowadza silny czynnik „pozornej przypadkowości”: np. wypadki na drodze, którą Valjean jedzie do sądu w Arras lub przebieg jego nocnej ucieczki z Kozetą przed Javertem mają dowodzić stałej obecności Boga w tworzeniu ludzkich losów.
„Interwencje boskie” w Nędznikach nie ograniczają się jednak tylko do losów Valjeana – podobne epizody są dostrzegalne w biografii Mariusza, który dzięki takim „zbiegom okoliczności” jest świadkiem rozmów Thénardiera z grupą złoczyńców lub poznaje Mabeufa, a za jego pośrednictwem dzieje życia swojego ojca. Zgodnie z sugestią autora również za sprawą Opatrzności na barykadzie przy ul. Konopnej spotyka się wyjątkowa liczba postaci-symboli, od „dobrej dzikuski” Eponiny po „atom ludu” – Gavroche’a. Przypomina to wątek Przeznaczenia obecny w Człowieku śmiechu i Katedrze Marii Panny w Paryżu. Hugo idzie jednak dalej, przypisując boskiej interwencji nie tylko zbiegi okoliczności mające wpływ na los pojedynczych bohaterów, ale i cały bieg historii. Jako wolę Boga postrzega również rewolucję społeczną ze wszystkimi jej konsekwencjami.

### Wymowa politycznaNędzników

#### Ewolucja poglądów Hugo w sprawie ustrojów państwowych
Kolejne etapy pracy nad Nędznikami uwidaczniają zmiany poglądów Hugo w sprawie idealnego ustroju państwowego. Fragmenty opracowane w okresie 1845–1848 na potrzeby Nędzników zawierają częściową apologię monarchii lipcowej, dowodząc, że brak republikańskiego ustroju nie oznacza odsunięcia od władzy ludu, który w ostateczności od czasu rewolucji francuskiej i tak jest dominującą siłą w społeczeństwie. Hugo przestrzegał w tych ustępach także przed fetyszyzacją demokracji przedstawicielskiej, twierdząc, że „wolny wybór” nie musi być wcale trafny<.
W czasie wygnania na Guernsey Hugo odrzucił jednak monarchię jako ustrój, uznając w ślad za jakobinami, że nawet osobowość króla i jego dobre chęci (które przyznawał Ludwikowi Filipowi) nie są w stanie zmienić charakteru systemu. W Nędznikach autor wyraźnie twierdzi, że jedynie demokracja i ustrój republikański prowadzą do urzeczywistnienia zasad sprawiedliwości społecznej. Konsekwencją tego toku myślenia jest twierdzenie, że istnienie królów i rojalistów jest buntem przeciw postępowi, zatem w czasie rewolucji republikańskiej buntownikiem jest nie lud, ale król. Hugo przyznaje temu ostatniemu prawo do obrony, jednak stale podkreśla, że to rewolucja – a zatem republika – jest ustrojem zgodnym z prawem postępu. Prawo powszechnego głosowania ma stać się jednym ze środków do niwelowania różnic społecznych i tym samym unikania gwałtownych rozruchów, które niszczą, a nie budują. Hugo nie rozstrzyga jednak, czy wprowadzenie republiki zakończy występowanie zjawiska rewolucji, a jedynie przedstawia wizję świata doskonałego, już po całkowitym „dokonaniu się postępu”. Świat ten oparty jest na zasadach wolności, równości i braterstwa.

### Wartości polityczne wNędznikach
Nędznicy, choć Hugo określał swoje dzieło jako „socjalistyczne”, nie podejmują krytyki kapitalizmu jako systemu – przeciwnie, Hugo odrzuca postulaty równego podziału środków produkcji i owoców pracy, sprzeciwia się radykalnej reformie rolnej. Zdaniem autora taki podział zabija inicjatywę człowieka i jego twórczą myśl. Równocześnie Hugo otwarcie żąda likwidacji nędzy na świecie i aktywności osób zamożnych w celu wspierania biednych. Ponownie kluczem ma być etyka chrześcijańska oraz działania na rzecz spożytkowania wyprodukowanych dóbr dla wsparcia najsłabszych. Wzorem takiej postawy ma być Jean Valjean, a idealnym modelem społecznym, Montreuil-sur-Mer, które w czasie jego piastowania stanowiska mera staje się miastem przyjaznym dla wszystkich, niemal pozbawionym patologii. Hugo konsekwentnie podkreśla, że ludzkość – mimo wszystkich problemów – dąży ku lepszemu, a postęp społeczny wynika z naturalnego pragnienia ideału i realizacji praw boskich, do czego potrzebna jest jednak dobra wola konkretnych jednostek. Wyrazem jej nieodzowności jest fakt, że po ponownym aresztowaniu Valjeana Montreuil całkowicie upada, gdyż nie znaleźli się kontynuatorzy jego działań. Jako winne nędzy w ogólności zostaje przedstawione „społeczeństwo”, bez utożsamiania go z konkretnym systemem politycznym lub konkretnymi ludźmi. Hugo odrzuca podział klasowy, uznając, że nawet przedstawiciel bogatej burżuazji, o ile wywodzi się z ludu, nie przestał do niego należeć i może na równi z robotnikiem brać udział w rewolucji, o ile nie ulega egoizmowi i uprzedzeniu wobec nędzarzy. Pogląd ten najpewniej zaczerpnął od historyka Micheleta, którego pracę pt. Lud gruntownie przestudiował. Hugo nie potępia podziału na bogatych i biednych, a jedynie niechęć tych pierwszych do zaangażowania w działanie dobroczynne. Jego bohaterowie idealni – biskup oraz Valjean – przedstawiają wzorce pożytecznego gospodarowania posiadanym majątkiem bez szczególnego nacisku na osobiste ubóstwo. Hugo utożsamia zdobywanie bogactwa z wytrwałą pracą, który to pogląd nie zostaje nigdzie w utworze podważony. Victor Brombert widzi również i w tym elemencie wymowy moralnej powieści polemikę z poglądami socjalistycznych środowisk francuskich, wyraźną opozycję wobec proudhonowskiej maksymy Własność to kradzież.
Głosząc pochwałę ustroju republikańskiego Hugo stale podkreśla, że także w polityce podstawową zasadą działania winny być wartości chrześcijańskie. Odrzucenie podziału na klasy społeczne prowadzi go do wniosku, że mogą one doprowadzić do pojednania pozornie niemogących żyć w zgodzie warstw społecznych, czego wyrazem ma być wspólne życie Gillenormanda – starego arystokraty, Mariusza – demokraty i uczestnika powstania republikańskiego oraz Kozety, sieroty nieznającej swojego pochodzenia, jak i do upadku „ludzkiej sprawiedliwości”, fałszywie pojmowanego prawa, czego symbolem jest samobójstwo jego najzagorzalszego realizatora Javerta. Doprowadzenie do tego jest wyłącznym dziełem Valjeana, podczas gdy działania studentów, którzy zaakceptowali zabijanie w służbie idei, kończą się pełną patosu klęską. Hugo nie nakazuje jednak całkowitego porzucenia walki zbrojnej, w powieści wyraźnie widoczne jest jego wahanie między wezwaniem do zupełnej rezygnacji z przemocy a fascynacją rewolucją. Porównując walczących studentów do obrońców Troi lub tytanów, Hugo gloryfikuje ich bohaterstwo, lecz podkreśla, że jeszcze bardziej godne naśladowania jest postępowanie Valjeana, wybaczającego krzywdy, odmawiającego zabijania, ratującego Mariusza mimo ogromnych trudności.
Ważnym wątkiem jest w Nędznikach walka o wyzwolenie narodowe. Nieprzypadkowo powstaniec i robotnik Feuilly, będący jednym z „wcieleń ludu”, jest równocześnie głęboko zainteresowany kwestiami „narodów uciśnionych”: Greków, Węgrów, Włochów, a w pierwszej kolejności Polaków. Fakt, że to robotnik, a nie student, szczególnie przeciwstawia się uciskowi narodowościowemu, ma podkreślać odwieczne braterstwo międzynarodowe oraz to, że drogą do wyzwolenia narodów jest zdaniem Hugo wystąpienie właśnie ludu. Zdaniem Jerzego Parvi postać Feuilly’ego, nakreślona w ostatniej fazie pracy nad powieścią, miała swoje bezpośrednie źródło w ludowych manifestacjach w 1831 i 1848, kiedy obok haseł odnoszących się do sytuacji we Francji padały również odniesienia do położenia Polaków.
Istotną częścią koncepcji politycznej powieści jest silne rozróżnienie między zamieszkami a powstaniem zbrojnym oraz rewolucją. Jest ono owocem refleksji autora z okresu jego wygnania na Guernsey, które wyrażał już wcześniej w szkicowych notatkach. O ile Hugo bezwarunkowo usprawiedliwia każde, nawet najbardziej krwawe, wydarzenie zaszłe w czasie rewolucji jako nieuchronny element postępu, o tyle akcentuje fakt, że zamieszki, nawet spontaniczne, mogą bronić idei przebrzmiałej lub całkowicie niesłusznej. Jednak nawet obrońców takich idei nie potępia, uznając, że ich działanie wynika ze ślepoty, za którą nie wolno karać.

### Nędznicyjako utwór romantyczny
Nędznicy zachowują romantyczną koncepcję miasta jako miejsca niepokojącego i pełnego mrocznych tajemnic, widoczną już w obrazie Paryża zawartym w Katedrze Marii Panny w Paryżu. Hugo gloryfikuje bohaterstwo postaci, w patetyczny sposób opisując kolejne akty ich poświęcenia i dobrowolnych ofiar na rzecz innych osób. Śmierć Eponiny, ratującej Mariusza na barykadzie, zostaje zestawiona ze śmiercią Chrystusa – jej przebita ręka przypomina dłoń ukrzyżowanego, zaś Mariusz z umierającą dziewczyną na kolanach może stanowić nawiązanie do wizerunku Piety. Obrońcy upadającej barykady zostają zestawieni z obrońcami Troi, Hiszpanami walczącymi z armią napoleońską czy Tytanami. Dla Alberta Thibaudeta cała powieść poświęcona jest wyłącznie bohaterom.

### Nędznicyjako powieść realistyczna
Hugo pisząc powieść – zwłaszcza w końcowej fazie prac – pozostawał pod wpływem rozwijającego się francuskiego realizmu i jego analitycznego, pozbawionego emocji spojrzenia na problemy społeczne. Zdaniem G. Rosy realizm Nędzników jest częściowo wynikiem świadomego działania autora („realizm erudycji”), a z drugiej strony – czynnikiem samonarzucającym się, modyfikującym zamierzony kształt powieści („realizm mimo woli” według pojęć wprowadzonych przez L. Chevaliera).
Jako elementy „realizmu erudycji” autor ten wskazuje wszystkie opisy realiów życia w dziewiętnastowiecznej Francji pojawiające się jako dygresje lub jako element tła akcji (np. opis wyrobu czarnego szkła, informacje o płacach robotnic) lub jako element charakterystyki bohaterów (np. powieści czytane przez Thenardierową, opis wyglądu Eponiny). Do kategorii tej Rosa zalicza również historię Fantyny, jako powstałą – podobnie jak poprzednie elementy – na podstawie prowadzonej przez autora dokumentacji i zestawiania ze sobą faktów. Wyrazem „realizmu mimo woli” jest natomiast ukazanie bliskich związków między nędzą i przestępstwem, demoralizacji najuboższych warstw społecznych, chociaż w dygresjach Hugo konsekwentnie przypisuje im rolę niosących postęp. Ścieranie się poglądów autora – a tym samym realizmu i pochwały postępu z ujęciem romantycznym – podkreśla również V. Brombert, podkreślając, że część dygresji Hugo nie zawiera w rzeczywistości jasnej wykładni jego poglądów, ale przedstawia proces rozważań autora, niekiedy pełen wewnętrznych sprzeczności. Jako przykład podawany jest ustęp o klasztorach – Hugo równocześnie podziwia zakonnice i ich samopoświęcenie, jak i potępia podejmowane przez mnichów bezsensowne z racjonalnego punktu widzenia wyrzeczenia (fizyczne umartwianie się, wielogodzinne modlitwy i kontemplację), które zestawia z galerami.
W realistyczny charakter Nędzników wpisuje się podjęcie przez autora próby ogarnięcia całego społeczeństwa, przedstawienia typów ludzkich reprezentujących różne warstwy społeczne, zawody i style życia: od króla po ulicznika, co przypomina założenia pisarskie wielu utworów realistycznych, np. Komedii ludzkiej. Część odautorskich dygresji służy właśnie wprowadzaniu szerszego opisu postaci, które nie miały pojawić się w głównych wątkach fabularnych powieści (np. opis życia w klasztorze umożliwia przedstawienie zakonnic oraz starych, ukrywających się w jego murach arystokratek, zaś szczegółowe przedstawienie szynku „Korynt” wprowadza jego właścicielkę Hucheloup i jej dwie pracownice). Obszerność materiału nie pozwala Hugo na przedstawienie szczegółowych opisów poszczególnych środowisk, ich specyficzne cechy oddają jedynie pojedyncze, „typowe” epizody, dialogi lub wypowiedzi bohaterów. W miarę możliwości Hugo różnicuje również język i słownictwo postaci.

### Nędznicyjako powieść historyczna

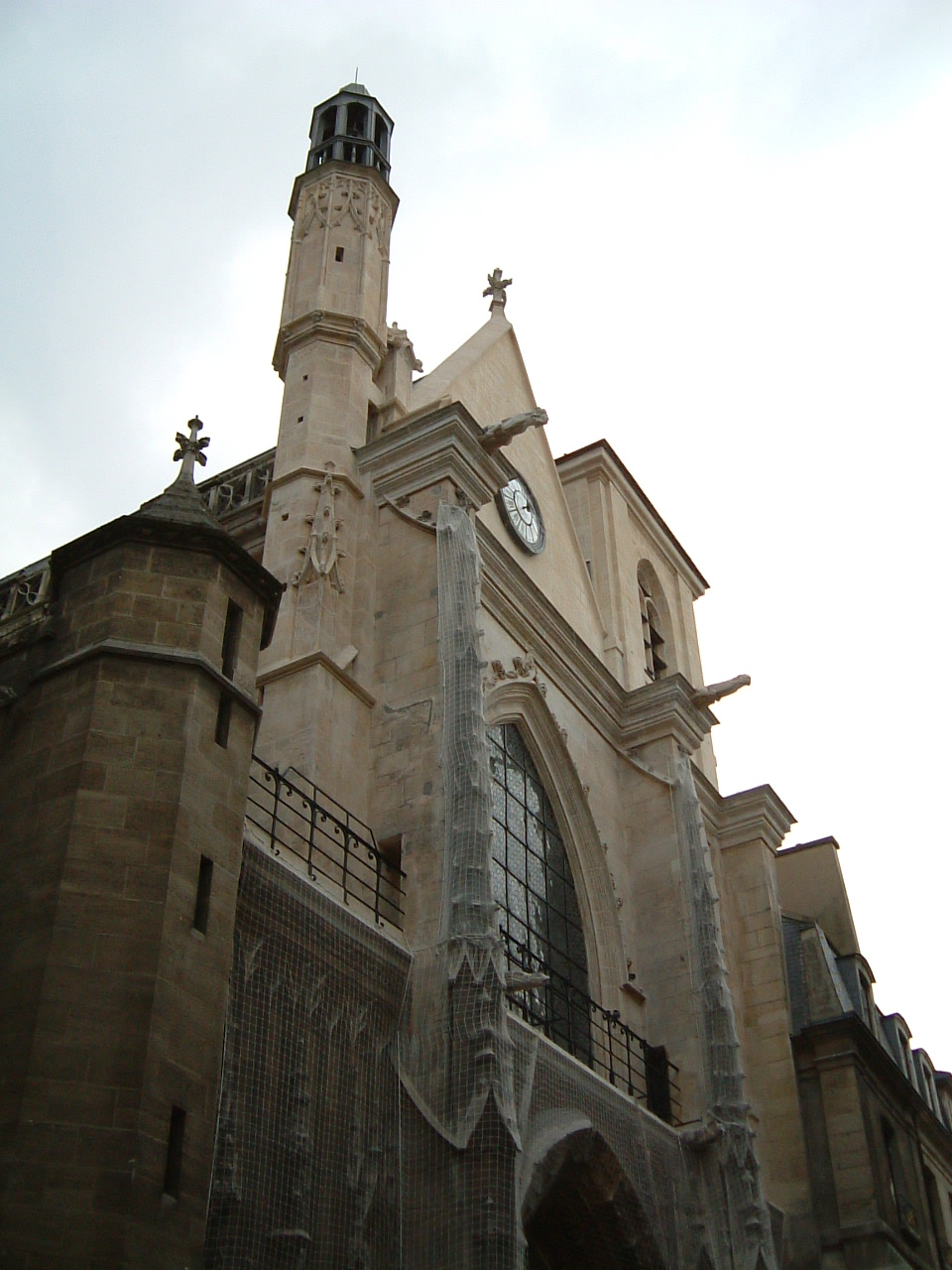
Kościół Saint Merri, przed którym w 1832 wzniesiono największą barykadę. Wydarzenia z tego miejsca były dla Hugo jedną z ważniejszych inspiracji przy pisaniu Nędzników

Pisząc Nędzników Hugo łączył dbałość o autentyczną topografię miejsc z literacką wyobraźnią. Pracował mając przed sobą plan Paryża sprzed wielkiej przebudowy. Staranne opisy ulic przedmieścia św. Antoniego oraz dzielnicy Hal pokrywają się całkowicie z rzeczywistością. Hugo podkreśla ten autentyzm odwołując się do planu Paryża z 1727 w tytule stosownego rozdziału, chociaż analiza tekstu nie rozstrzyga, czy korzystał z wykonanego w tym roku planu Delagrive’a, czy też z bardziej plastycznego i dokładnego planu Turgota, młodszego o blisko 60 lat. Nie jest zresztą wykluczone, że Hugo pracował z obydwoma tymi źródłami.
Jeszcze staranniej autor potraktował opis bitwy pod Waterloo, który został napisany w czasie wyjazdu autora do Mont-Saint-Jean, a stamtąd na pole walki. Dokonanie opisu „bitwy stulecia” było już wcześniej marzeniem wielu pisarzy francuskich, o Waterloo pisał w Pustelni parmeńskiej Stendhal. Hugo oparł swój opis na pracy pułkownika Charrasa Dzieje kampanii roku 1815, z którym dodatkowo korespondował.
Opisując niezwykle plastycznie i szczegółowo rozkład ulic w ważnych dla fabuły dzielnicach (Saint Antoine, Saint Denis), Hugo wprowadzał jednak w krajobraz Paryża miejsca realistyczne, lecz fikcyjne. Takim był dom przy ulicy Plumet, a w mniejszym stopniu klasztor Petit Picpus. Obydwie te lokalizacje zostały oparte na istniejących miejscach – domu Adeli Foucher i jednym z paryskich żeńskich klasztorów – jednak zostały przeniesione w zupełnie inne otoczenie, zgodnie z wymogami fabuły. Z kolei w przypadku scen walk na barykadzie 5 i 6 czerwca 1832 roku Hugo w znacznej mierze opisał historyczną barykadę przy ulicy Saint-Merri, jej strukturę oraz sąsiadującą z nią kawiarnię przejętą przez powstańców, jednak umieścił ten fragment powieści w innym miejscu – w szynku „Korynt” u zbiegu ulic Konopnej (rue de la Chanvrerie) i Zakręt (rue de Mondetour). Tym samym przeniósł opis zawierający wiele autentycznych epizodów w przestrzeń, w której się one nie wydarzyły i która w momencie publikacji dzieła nie istniała już w dawnej postaci, jako że w 1845 roku ulica Konopna została wchłonięta przez nowo wytyczoną ulicę Rambuteau.
Opis walk 5 i 6 czerwca 1832 roku łączy prawdę historyczną z fikcją literacką. Hugo przedstawia kilka epizodów autentycznych (pogrzeb Lamarque’a), a nawet podaje zgodne z prawdą detale (np. nazwy jednostek szturmujących barykadę, umieszczenie pokoju rannych i chorych w sąsiadującym z barykadą szynku), jednak całość służy raczej przekazaniu konkretnej treści filozoficznej, moralnej i politycznej poprzez ukazanie szeregu epizodów o znaczeniu symbolicznym (śmierć Mabeufa, Eponiny, Enjolrasa i Gavroche’a). Nie oznacza to, że jego prezentacja wydarzeń roku 1832 jest całkowicie fikcyjna – T. Bouchet twierdzi, że opis sporządzony przez Hugo znakomicie oddaje atmosferę miesięcy poprzedzających powstanie, jak i samych walk. Dokonuje się to poprzez zastosowanie tzw. techniki śladów – wprowadzania do ogólnej narracji pozornie mało ważnych, ale sugestywnych szczegółów (np. wzmianki o nielegalnych fabrykach broni, krwawe ślady na bruku ulicy Zakręt czy maksymalnie zwięzłe informacje o wydarzeniach zaszłych na innych barykadach). Hugo wykorzystuje tu wiele własnych wspomnień, mieszając jednak fakty związane z rokiem 1832 z zajściami z lutego 1848, maja 1839 lub nawet grudnia 1851.
Dążenie do historycznej precyzji zestawione z romantyczną wyobraźnią prowadzi do ciągłego kontrastu między wprowadzaniem epizodów fikcyjnych, ale ważnych dla ogólnej wymowy dzieła, a ustępami, w których pisarz przyjmuje całkowicie rolę historyka piszącego o powstaniu 1832. Wspominając o relacjach prasowych dotyczących walk, oznajmia np. że zupełnie fałszywie przypisywały one opisywanej barykadzie monstrualne rozmiary. Równocześnie Hugo wyraźnie wskazuje źródło swoich inspiracji, dlatego kilkakrotnie podkreśla, że powstańcy z ulicy Konopnej słyszeli dzwon na trwogę z kościoła Saint-Merri.
Historia odgrywa jednak w powieści rolę drugoplanową, a odpowiedni dobór wydarzeń jest zdaniem Boucheta dla autora jedynie środkiem przy kreowaniu postaci i moralnego przesłania. Hugo nie opisuje prawie żadnych wydarzeń z lat 1815–1832 poza bitwą pod Waterloo i powstaniem republikańskim z czerwca 1832, pomijając inne zdarzenia całkowitym milczeniem lub komentując je jedynie w dygresjach (jak rewolucję lipcową 1830). Tam jednak wzmianka o nich jest ściśle wpisana w kontekst konkretnych rozważań filozoficznych, społecznych i moralnych. Nieco inną funkcję przypisuje wątkom historycznym Nędzników Gély, dla którego powieść jest dowodem na wielki talent Hugo jako obserwatora i kronikarza historii społecznej, „rewersu” wielkiej historii. W jego ocenie silna obecność wątków historycznych wynika z romantycznego temperamentu pisarza, który również przelewając na karty powieści swoje własne wspomnienia podkreślał wpływ swojej osobowości na dzieło, z drugiej strony zaś jest przejawem dbałości o realizm, wzmacniający przesłanie utworu. Niektórzy badacze twierdzą nawet, że tylko dzięki tej obecności śladów historii i utrwaleniu na kartach powieści pozornie mało znaczącego epizodu z rewolucyjnej historii Francji, jakim jest powstanie 1832 r., Nędznicy mogą być zaliczani do powieści społecznych. W przeciwnym razie byłaby to ich zdaniem jedynie powieść o losach kilku jednostek wchodzących ze sobą w interakcję.

### Bohaterowie

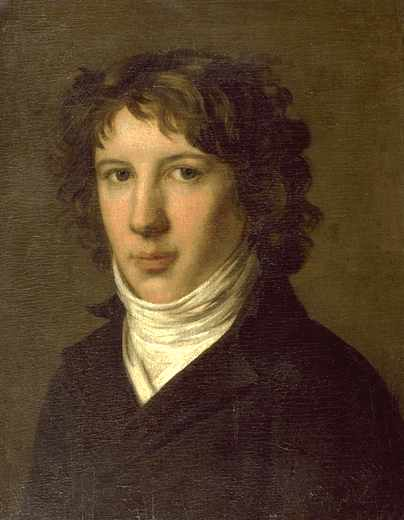
Louis de Saint-Just był jednym z pierwowzorów postaci Enjolrasa

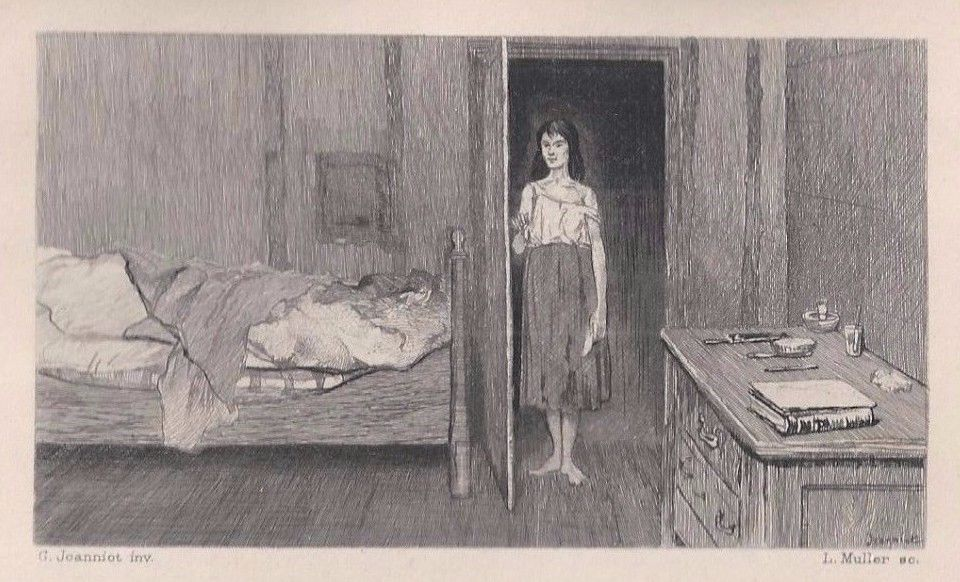
Eponina

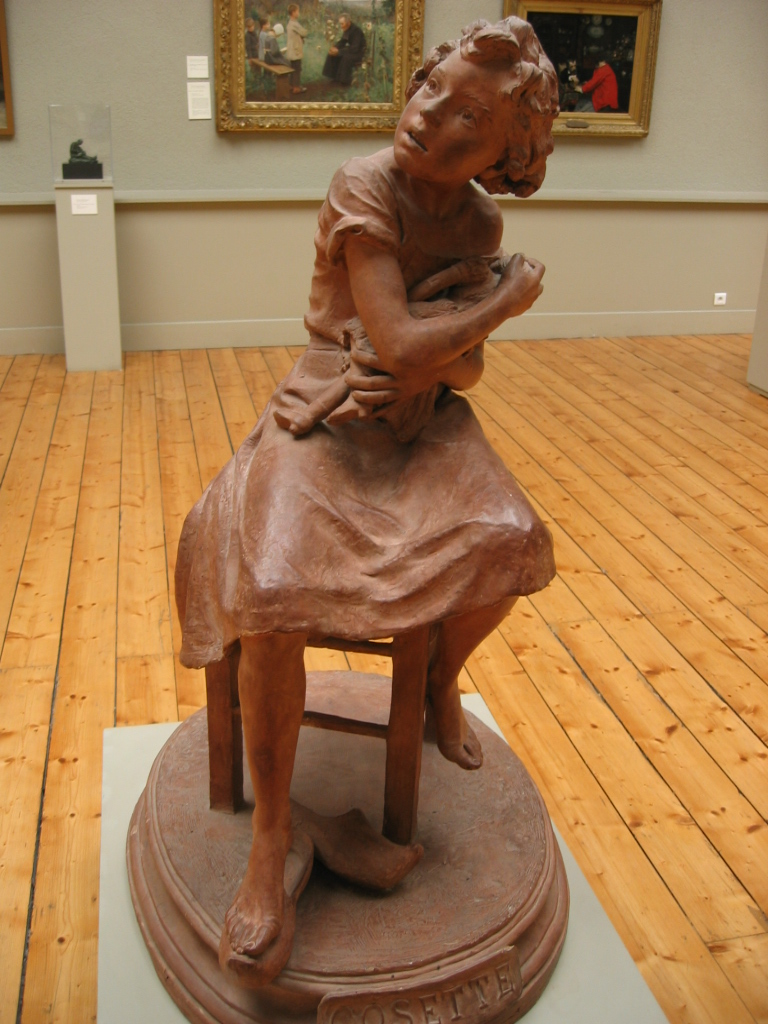
Kozeta – rzeźba Marthe La-Fizeliere-Ritti

### Ogólne cechy kreacji bohaterów
Główni bohaterowie Nędzników zostali przedstawieni w dłuższych, opisowych rozdziałach, charakteryzujących ich pod różnym względem: biografii (o różnej długości: bardzo szczegółowej u Valjeana czy biskupa, jedynie zarysowanej u Javerta), wyglądu i charakteru. Hugo podkreśla wybrane cechy postaci poprzez porównania, np. ze zwierzętami lub postaciami historycznymi i mitologicznymi.
Wiktor Hugo tworzył swoich bohaterów przede wszystkim według schematu twórców i ofiar niesprawiedliwości społecznej, wyłączając z tego podziału jedynie postacie wyraźnie pozostające „poza społeczeństwem” (jak zakonnice) oraz postacie walczące o poprawę sytuacji wykluczonych (rewolucjoniści, ale także biskup). W Nędznikach wyraźnie odrzucony zostaje determinizm społeczny – niskie urodzenie nie przeszkadza Javertowi dojść do wysokiego stanowiska inspektora policji, zaś rojalistyczne poglądy i znakomite pochodzenie Gillenormanda nie gwarantują mu życia w dobrobycie nawet w czasach Restauracji Burbonów. W momencie pierwszego pojawienia się danego bohatera Hugo rzadko rozstrzyga jego późniejszą rolę w dziele – wyjątkiem są Thénardier oraz studenci, których znaczenie zostaje natychmiast określone.
André Brochu porównywał ogólny sposób konstruowania bohaterów w Nędznikach do systemu słonecznego. Jego centrum („bohater-słońce”, personnage solaire) stanowi Valjean, z którym bezpośrednio lub pośrednio związana jest każda inna postać Nędzników. Postacie pierwszoplanowe autor ten określa jako „bohaterów-planety”, gdyż postacie te pozostają w bezpośredniej interakcji z Valjeanem (np. biskup, Fantyna, Kozeta, ale również Eponina), zaś drugo- i trzecioplanowe jako „bohaterów-satelity”; są to bohaterowie związani z jednym z bohaterów pierwszoplanowych, ale już nie z centralną postacią całego utworu (np. pani Victurnien, Anzelma). Ostatnią kategorią są „bohaterowie-komety” – postacie historyczne przywoływane w dygresjach, które miały wpływ na kreowanie rzeczywistości, w jakiej obracają się postacie, ale nie są bezpośrednio uczestnikami fabuły (np. Ludwik Filip I, Napoleon Bonaparte). Claude Gély twierdzi z kolei, że sam Wiktor Hugo jest jednym z bohaterów Nędzników, gdyż wpływ jego osobowości i poglądów na każdy element powieści jest niezwykle wyrazisty i wręcz naruszający równowagę świata przedstawionego w utworze. Ten sam badacz jest zdania, że zaburzenie tej równowagi podważa wręcz klasyfikację Nędzników jako powieści, z czego zdawał sobie sprawę sam autor, który rzadko określał w ten sposób tworzony utwór, pisząc zamiast tego o epopei, dramacie czy po prostu historii. Z kolei R. Hendriks uważa, że specyficznym bohaterem dzieła, co zresztą jest zabiegiem całkowicie zamierzonym, jest także Bóg.

#### Lud jako bohater zbiorowy
Kluczową koncepcją dla politycznego przesłania powieści jest wizerunek ludu. Hugo ukazał lud – rozumiany jako robotników, studentów oraz rzemieślników – jako ogromną siłę, która nie zawsze jednak orientuje się w politycznej sytuacji i nie jest w stanie podejmować trafnych decyzji. Lud, czego miały dowodzić kolejne rewolucje, jest z natury szlachetny, uczciwy i pełen przyrodzonej godności, której nie potrafią zniszczyć największe nieszczęścia. Podkreśleniu cech ludu służą wyszukane porównania Hugo: zestawia on lud z figurą słonia umieszczoną na Placu Bastylii, w której dla zwiększenia siły porównania sypia atom ludu – Gavroche. Słoń ten, mimo dewastacji i wieloletniego porzucenia, pozostał potężny. Gavroche tymczasem przedstawia najważniejsze cechy ludu: odwagę, optymizm, gotowość do poświęceń i pomocy każdemu, kto znalazł się w trudnej sytuacji. Hugo odróżnia od siebie „tłum” (fr. la foule), który działa spontanicznie i może się pomylić w politycznej ocenie oraz „lud” (fr. le peuple), który powstaje poprzez zyskanie przez „tłum” świadomości politycznej i z reguły działa w oparciu o swoje przyrodzone cechy, będąc tym samym rzecznikiem postępu. Ewolucja między jedną a drugą formacją nie trwa jednak długo i na ogół ma donośne konsekwencje. Pozytywna rola ludu może być realizowana nawet mimo jego pozornego braku przygotowania do rządzenia – Hugo przyznaje, że uczestnicy rewolucji często są niewykształceni, źle wychowani, a nawet bezmyślnie okrutni. Mimo tego autor nazywa ich „zbawcami” i jednoznacznie identyfikuje ich ze „światłem postępu”.
Pisarz podkreśla wielokrotnie moc sprawczą ludu, podkreślając, że to polityczne dążenia ludu formowały historię polityczną Francji, decydowały o tym, kto obejmował władzę w państwie. Równocześnie utożsamia rezultaty kolejnych przewrotów społecznych z uniwersalnym wyrazem „woli ludu”, którą deifikuje, nazywając np. rewolucję francuską dziełem boskim, reprezentującym inspirowany przez Boga postęp.
Równocześnie lud w Nędznikach jest raczej mityczną zbiorowością niż realistycznie opisaną warstwą społeczną, przedstawianą według wzorca z czasów rewolucji francuskiej, a nie na podstawie szczegółowych obserwacji autora. Hugo przedstawia codzienne życie niższych warstw społecznych jedynie wycinkowo – ukazując życie Fantyny, Champmathieu, rodziny Valjeana oraz Eponiny. Równocześnie lud przedstawiany jest jako zbiorowość niemal pozbawiona wad – przedstawieni w powieści przestępcy pochodzą z drobnomieszczaństwa, pomiędzy ich środowiskiem a robotnikami czy rzemieślnikami nie ma żadnych związków. Granice ludu nie są wyraźnie zarysowane – każdy, kto pragnie walczyć z niesprawiedliwością społeczną, zostaje niejako automatycznie utożsamiony z ludem, czego symbolem jest barykada, na której walczą studenci razem z robotnikami. Moralne pierwszeństwo zawsze należy jednak do przedstawicieli robotników, czego wyrazem są słowa Enjolrasa-studenta skierowanego do Feuilly’ego-robotnika. Równocześnie każdy, kto wchodzi na drogę przestępstwa, jest z niego wykluczany.
Z wizją ludu łączy się wizja Paryża jako miasta rewolucyjnego, posiadającego w sobie wszystkie cechy ludzkości, zdolnego do przeprowadzania kolejnych zmian społecznych. Paryż podobnie jak ulicznik łączy w sobie cechy ludu i społecznej rewolucji. Hugo wskazuje mieszkańców paryskich przedmieść jako głównych twórców zmian z 1789 i 1793, a także zapowiada kolejne takie wydarzenia. Lud Paryża jest przedstawiany jako wyraziciel woli całego narodu, a nawet całej ludzkości, warstwa najlepiej rozumiejąca postęp i instynktownie dążąca do jego realizacji. Równocześnie każda rewolucja przeprowadzana przez lud wynika z prawa boskiego, a ostatecznym finałem zmian jest sprawiedliwy świat.

## Odbiór
Powieść bezpośrednio po publikacji zebrała zarówno bardzo pozytywne, jak i negatywne recenzje. Paul de Saint-Victor pisał w La Presse, że autor w zadziwiający sposób połączył wstrząsające opisy nędzy z bezstronnością przekazu, ogromną inteligencją i spokojem. Albert Glatigny - idąc zresztą w ślady samego pisarza, który podobnie mówił o tym utworze - porównał powieść do góry, przytłaczającej swoim ogromem. Twierdził, że Nędzników nie da się analizować, gdyż powieść jest niemożliwa do opowiedzenia, przekraczająca możliwości percepcyjne czytelnika, a zarazem niezwykle piękna. Publicysta Journal des Débats Cuvillier-Fleury pisał 29 kwietnia 1862 (a zatem jedynie na podstawie znajomości pierwszej części), że dzieło jest o wiele bardziej niebezpieczne niż traktat myśli socjalistycznej, gdyż nie tylko żąda reform społecznych, ale i dowodzi ich słuszności za pomocą barwnych i przedstawionych z pasją przykładów. Krytyk ten twierdził, że wątek religijny w utworze jest jedynie maską, a Nędznicy żądają w rzeczywistości o wiele dalej idących przekształceń. Z kolei dziennikarz E. Fournier w swojej recenzji powieści nazwał ją Ewangelią XIX wieku. Do tego samego wątku nawiązywał w późniejszych opiniach A. Breton, porównując Nędzników z powieścią rosyjską (m.in. twórczością Lwa Tołstoja) i uznając dzieło Hugo za znacznie bliższe duchowej tradycji powieści wschodniej niż francuskiemu naturalizmowi (mimo podobieństwa tematycznego).
Obok jednoznacznie pozytywnych ocen pojawiały się również głosy krytyczne wobec utworu. Bohaterowie Nędzników byli określani jako sztuczni i jednowymiarowi, ich decyzje – jako nienaturalne i niezgodne z psychologią człowieka, zaś wizja społeczeństwa jako zbyt uproszczona. Lewicowi krytycy literaccy twierdzili, że Hugo wykazał się naiwnością, odrzucając współczesną mu myśl socjalistyczną, a także przecenił możliwości zmieniania świata poprzez urzeczywistnianie wartości ewangelicznych. Jako zarzut podnoszona była również zbytnia rola przypadkowości w konstrukcji fabuły; do części krytyków nie przemawiało tłumaczenie samego autora, który przekonywał, iż w ten sposób podkreślał działanie Opatrzności w życiu ludzi. Krytykiem dzieła, mimo pierwszych pozytywnych jego ocen, był Alphonse de Lamartine. George Sand stwierdziła, iż w książce jest „zbyt wiele chrześcijaństwa”, zaś Charles Baudelaire określił powieść jako podłą i nieudolną. Bardzo negatywnie ocenił Nędzników Gustave Flaubert, który prywatnie wyśmiewał przesłanie i wymowę ideową utworu. Alexandre Dumas porównał lekturę powieści do brodzenia w błocie.
Utwór umieszczony został w index librorum prohibitorum dekretem z 1864 roku. W Hiszpanii egzemplarze dzieła były publicznie palone. Na amerykańskim Południu popularność powieści wśród żołnierzy Konfederacji była tak wielka, że określali się oni mianem Lee's Miserables.

### Polskie wydania i tłumaczenia
Polski przekład Nędzników ukazał się drukiem na krótko przed wyjściem na rynek oryginału. Tłumacze, Felicjan Faleński i Edward Sulicki, dokonali przekładu na podstawie kopii rękopisu zakupionej u wydawcy. Był to przekład niepełny z uwagi na panującą w zaborze rosyjskim – dzieło zostało wydane w Warszawie – cenzurę. Ponadto jeszcze w XIX wieku powstały przekłady Wincenty Limanowskiej (1881) oraz Klemensa Podwysockiego. W XX wieku Nędzników na język polski tłumaczyli Krystyna Byczewska, we fragmentach Ludmiła Duninowska.
Wydania polskie nie zawsze zawierały całą treść powieści Hugo. W 1954 i w 1986 Wydawnictwo Iskry opublikowało skróconą wersję powieści, w przedwojennym tłumaczeniu z serii „Biblioteka Arcydzieł Literatury” przejrzanym przez Hannę Szumańską-Grossową. W celach dydaktycznych wydawane były również zaadaptowane fragmenty powieści.

## Adaptacje

### Adaptacje filmowe całości lub fragmentów powieści
- 1909, Les Misérables, reż. J. Stuart Blackton[120]
- 1912, Les Misérables, reż. Albert Capellani(inne języki)[121]
- 1917, Les Misérables, reż. Frank Lloyd[122]
- 1922, Les Misérables, reż. Harry Parkinson[123]
- 1925, Les Misérables, reż. Henri Fescourt(inne języki)[124]
- 1929, The Bishop’s Candlesticks, reż. George Abbott – adaptacja sztuki teatralnej opartej na pierwszych rozdziałach powieści, opisującej spotkanie Jeana Valjeana z biskupem Myriel; pierwszy dźwiękowy film stanowiący adaptację Nędzników[125]
- 1929, Aa mujo, reż. Seika Shiba[126]
- 1931, Janbarujan, reż. Tomu Uchida(inne języki)[127]
- 1934, Les Miserables, reż. Raymond Bernard[128]
- 1935, Les Misérables, reż. Richard Boleslawski[129]
- 1943, Los Miserables, reż. Renando Rivero[130]
- 1944, El Boassa, reż. Kamal Selim[131]
- 1948, Caccia all’uomo, reż. Ricardo Freda[132]
- 1949, The Bishop’s Candlesticks – adaptacja sztuki teatralnej opartej na pierwszych rozdziałach powieści[133]
- 1950, Re mizeraburu: Kami to Akuma, reż. Daisuke Itō(inne języki)[134]
- 1950, Ezhai Padum Pado, reż. K. Ramnoth[135]
- 1952, Les Misérables, też. Lewis Milestone[136]
- 1955, Kundan, reż. Sohrab Modi(inne języki)[137]
- 1958, Les Misérables, reż. Jean-Paul Le Chanois (wystąpił Jean Gabin)[138]
- 1958, Os Miseráveis, reż. Dionísio Azevedo[139]
- 1961, Jean Valjean, reż. Seung-ha Jo[140]
- 1967, Les Misérables, reż. Alan Bridges[141]
- 1967, Os Miseráveis, reż. nieznany[142]
- 1967, Sefiller, reż. Zafer Davutoglu[143]
- 1972, Les Misérables, reż. Marcel Bluwal[144]
- 1973, Los Miserables, reż. Antulio Jimnez Pons[145]
- 1978, Al Bouasa, reż. Atef Salem[146]
- 1978, Les Misérables, reż. Glenn Jordan[147]
- 1979, Jean Valjean Monogatari[148]
- 1982, Les Misérables, reż. Robert Hossein[149]
- 1995, Les Misérables, reż. Claude Lelouch (wystąpił Jean-Paul Belmondo)[150]
- 1998, Les Misérables, reż. Bille August (wystąpili Liam Neeson i Geoffrey Rush)[151]
- 2000, Les Misérables, reż. Josée Dayan(inne języki) (miniserial, wystąpili Gérard Depardieu, John Malkovich i Christian Clavier)[152]
- 2012, Les Misérables. Nędznicy, reż. Tom Hooper (adaptacja musicalu, w rolach głównych wystąpili: Hugh Jackman, Russell Crowe, Anne Hathaway, Eddie Redmayne)[153]
- 2018, Les Misérables, reż. Tom Shankland(inne języki) (miniserial, wystąpili m.in. Adeel Akhtar(inne języki), David Oyelowo, Dominic West, Olivia Colman, Lily Collins)[154]

### Adaptacje muzyczne
Na podstawie powieści w 1980 roku powstał francuski musical Les Misérables Alaina Boublila (libretto francuskie) i Claude-Michel Schönberga (muzyka). W 1985 r. powstała anglojęzyczna wersja spektaklu (libretto Herbert Kretzmer). Na londyńskim West Endzie musical był grany bez przerwy od 1985 do 2004 r. Następnie spektakl został przeniesiony do Queen’s Theatre (następnie Sondheim Theatre), gdzie pozostaje nieprzerwanie w repertuarze sceny (według stanu z 2024). Żaden inny musical w historii nie był bez przerw wystawiany tak długo. Musical doczekał się także kilkunastu wersji narodowych, w tym trzech polskich:
- w gdyńskim teatrze muzycznym, reżyseria:Jerzy Gruza, przekład: Andrzej Jarecki i Gustaw Gottesman (w latach 1989–2000)
- w warszawskim Teatrze Muzycznym Roma, reżyseria: Wojciech Kępczyński, przekład: Daniel Wyszogrodzki (od 2010 do 2012)[157]
- w łódzkim Teatrze Muzycznym, reżyseria: Zbigniew Macias, przekład: Daniel Wyszogrodzki (od 2017)[158]

## Tematy pokrewne
- bohater renejski